# Lidi di Comacchio
Die Lidi di Comacchio oder Lidi Ferraresi ist eine Sammelbezeichnung von sieben Strandbädern an der italienischen Adriaküste, östlich von Comacchio, in der Provinz Ferrara, alle sind Fraktionen der Gemeinde Comacchio. Sie umfassen 149 gewerblich betriebene, Bagni (bagno, italienisch: Bad) genannte Strandbetriebe, die zum Teil auch Restaurants beherbergen. Wegen ihrer großen flächenmäßigen Ausdehnung und der intensiven touristischen Nutzung während der Sommermonate zählen die sieben Badestrände zu den wichtigsten der Adria. Die einheimische Bevölkerung der sieben Strandorte umfasst etwa 5.000 Personen.

## Geographische Lage und Verkehrsanbindung

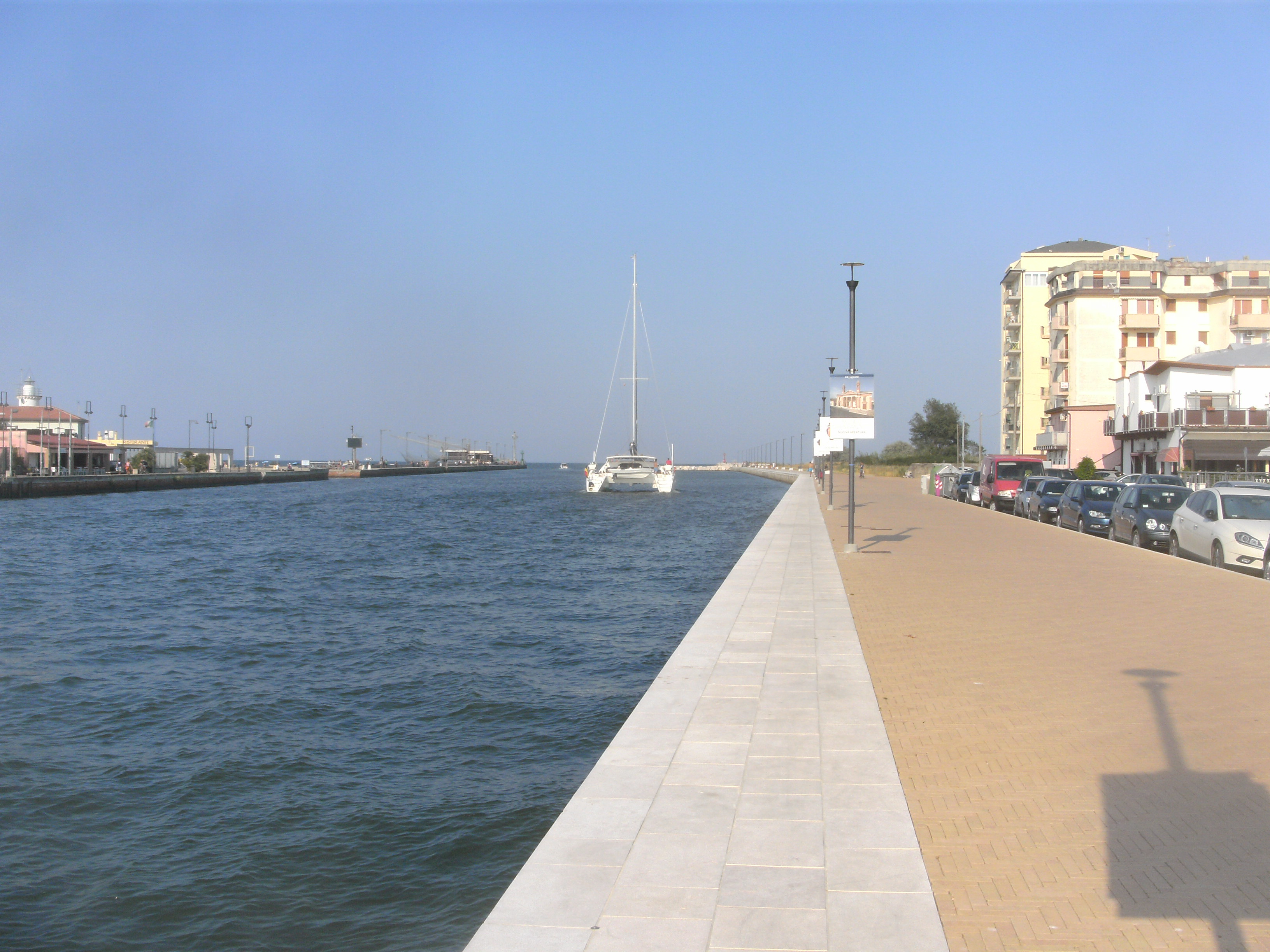
Magnavacca-Kanal (Canale Magnavacca), Hafenausfahrt von Porto Garibaldi (und der Marina degli Estensi) zum Adriatischen Meer, Scheidegrenze zwischen den fünf ‚Nordstränden‘ und den beiden ‚Südstränden‘ Lido degli Estensi und Lido di Spina, im Hintergrund links der Leuchtturm von Porto Garibaldi.

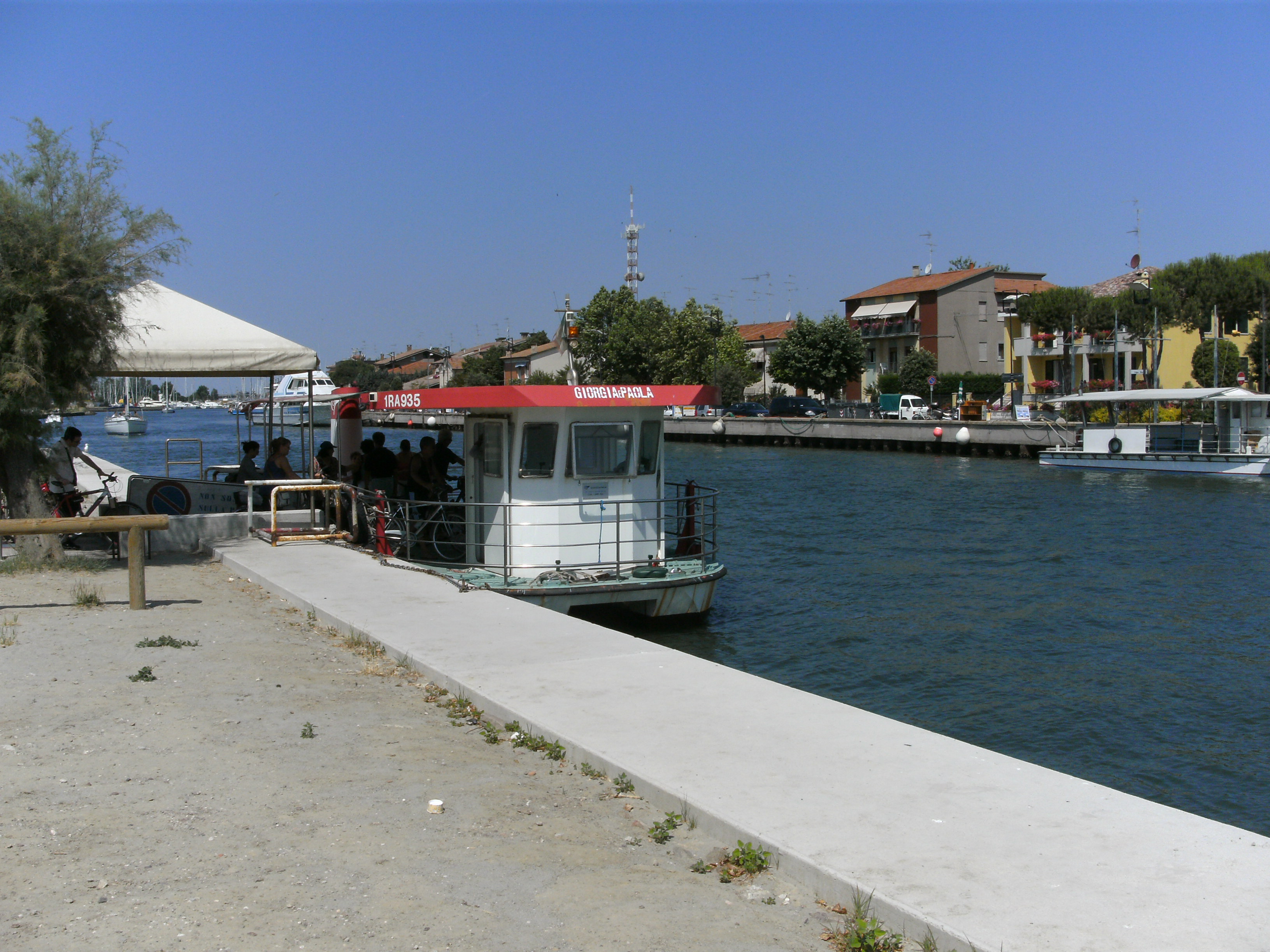
Anlegestelle der Personenfähre (Traghetto) in Lido degli Estensi, mit der unter Mitnahme von Fahrrädern zum gegenüberliegenden Ufer in Porto Garibaldi übergesetzt werden kann.

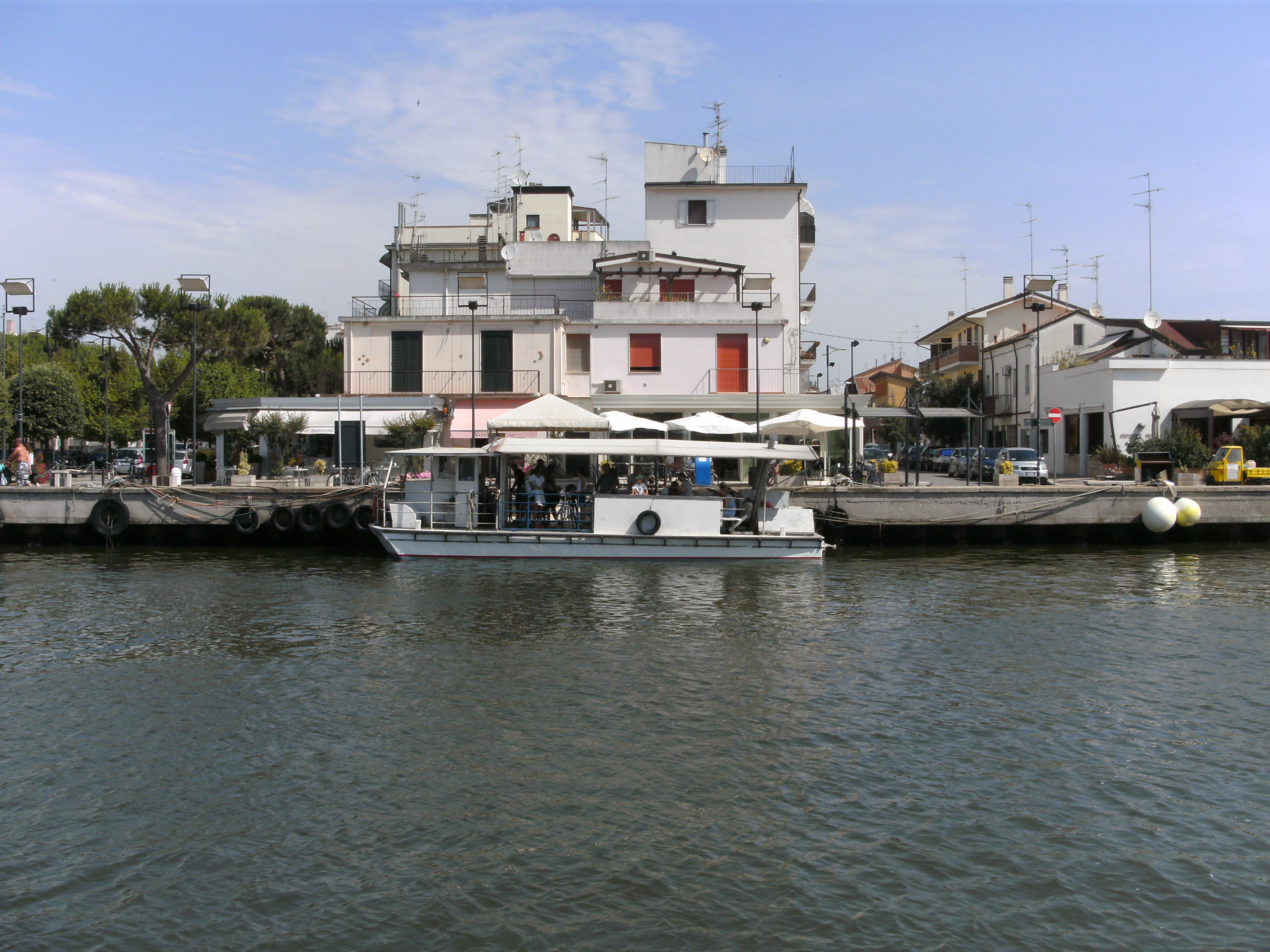
Anlegestelle der Personenfähre auf der Kanalseite von Porto Garibaldi

Anlagestelle der Personenfähre auf der gegenüberliegenden Kanalseite von Lido degli Estensi

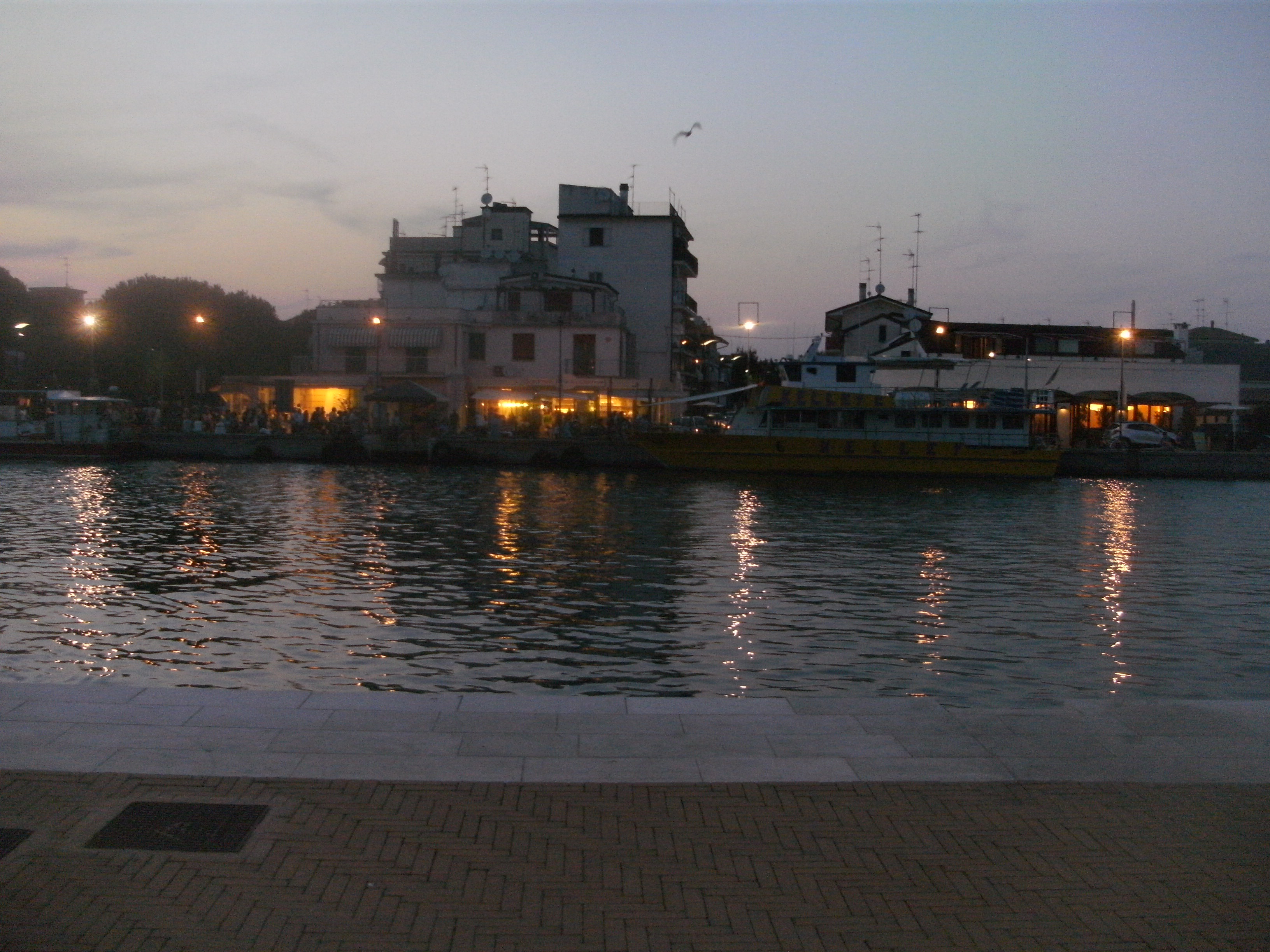
Promenade auf der Kanalseite von Porto Garibaldi zur Abendzeit, vom gegenüberliegenden Kanalufer bei Lido degli Estensi aus gesehen

Die sieben Sandstrände von insgesamt etwa 250 Hektar Gesamtfläche dehnen sich entlang der Adriaküste über eine Strecke von ca. 23 Kilometern aus und gehören damit zu den größten Sommer-Erholungsgebieten Europas. Im Süden, südlich von Lido di Spina, grenzt das Strandgebiet der Lidi di Comacchio an ein Naturschutzgebiet, das zum Teil bereits zu Ravenna gehört, im Norden an den Po von Volano.
Von Nord nach Süd sind es die fünf sogenannten
- Nordstrände (Lidi Nord, Bagno 1 – Bagno 83)
  - Lido di Volano (Bagno 1 – Bagno 17)
  - Lido delle Nazioni (Bagno 19 – Bagno 36)
  - Lido di Pomposa (Bagno 40 – Bagno 50)
  - Lido degli Scacchi (Bagno 51a – Bagno 61)
  - Porto Garibaldi (Bagno 62 – Bagno 83)

und die beiden
- Südstrände (Lidi Sud, Bagno 1 – Bagno 64)
  - Lido degli Estensi (Bagno 1 – Bagno 29)
  - Lido di Spina (Bagno 30 – Bagno 64)

Zwischen den Nordstränden und den Südstränden verläuft der Magnavacca-Kanal (Canale Magnavacca), Zufahrt zum Fischereihafen von Porto Garibaldi und zur Marina degli Estensi (Yachthafen von Lido degli Estensi), der in Strandnähe mittels einer kleinen Personenfähre überquert werden kann, auf der Fahrräder mitgenommen werden können. Kraftfahrzeuge müssen den Umweg über die im Westen an Porto Garibaldi angrenzende Strada Romea nehmen, um auf die andere Seite des Hafens gelangen zu können. Lido degli Estensi und Lido di Spina sind durch den Logonovo-Kanal (Canale Logonovo) voneinander getrennt, über den drei Kraftfahrzeug-Brücken führen.
Im östlichen Hinterland der Badeorte liegen die Lagunen der Valli di Comacchio (bei Lido degli Estensi und Lido di Spina) sowie des Valle di Bertuzzi (bei Lido di Volano), die zum Naturpark des Po-Deltas gehören. Sie zählen damit zum Welterbe der UNESCO.
Mit Kraftfahrzeugen sind die Lidi di Comachio über die Strada Stratale 309 Romea (S. S. 309 Romea) zu erreichen. Zwischen den Lidi di Comacchio und Ravenna, Ferrara und Codigoro pendeln klimatisierte öffentliche Omnibusse. Die nächstgelegenen Verkehrsflughäfen befinden sich in Venedig, Bologna und Rimini.

## Geschichte
Die Entwicklung zu einem großflächigen Feriengebiet an der Adria war von dem Fischereihafen Porto Garibaldi ausgegangen, wo Anfang des 20. Jahrhunderts von privaten Unternehmern zunächst die drei Badebetriebe Apollo (heute Bagno 72), Nettuno (heute Bagno 75) und Esperia (heute Bagno 78) gegründet worden waren: Dort wurden den Badegästen Sonnenschirme und Liegestühle verliehen und andere Dienstleistungen angeboten. Der Entwicklung kam entgegen, dass etwa um die gleiche Zeit im Podelta bei Volano und weiter südwärts ein Aufforstungsprogramm in Angriff genommen war, um die Erosion durch das Meer mit Hilfe angepflanzter Pinienwäldern einzudämmen. Die von würzigem Pinienduft durchmischte frische Meeresluft wurde von den Badegästen außerordentlich geschätzt. Die drei genannten ersten Dienstleistungsbetriebe in Porto Garibaldi waren ursprünglich einfache Holzbaracken gewesen. Während einer schweren Sturmflut im Jahr 1927 wurden sie zerstört, danach aber bald wieder in stabilerer Bauweise neu aufgebaut.
Als nach dem Zweiten Weltkrieg der wirtschaftliche Aufschwung einsetzte, nahm der Zustrom an Touristen – auch aus dem Ausland, insbesondere aus Deutschland – ständig zu. Die Strandanlagen wurden ausgebaut, und es wurden ständig neue Ferienwohnungen und andere Unterkünfte für die Touristen geschaffen. Heute (2009) werden die Strände hauptsächlich von erholungssuchenden Italienern aus den Städten und Wohngebieten des Hinterlandes genutzt.

## Infrastruktur
Den Touristen stehen über 60 Hotels, 10 in Pinienwäldern angelegte Campingplätze und Feriendörfer, etwa 30.000 anmietbare Ferienwohnungen mit insgesamt etwa 120.000 Betten, zahlreiche Unterhaltungs- und Sportanlagen und weitere Dienstleistungsangebote zur Verfügung.
Mit Ausnahme des alten Fischereiorts Porto Garibaldi handelt es sich bei den Ferienorten überwiegend um neue, großzügig angelegte und großflächige Wohnsiedlungen mit viel Grün, die nach modernen städtebaulichen Gesichtspunkten am Reißbrett entworfen worden waren. Sie bestehen jeweils aus kleineren und größeren Villen, größeren Wohnanlagen mit Eigentumswohnungen, einigen Hotels, Geschäftsvierteln, Restaurants und Anlagen für Sport und Spiel. Vor den Stränden und in deren Nähe stehen ausreichende, gebührenfreie Parkbereiche für Personenkraftwagen zur Verfügung.
Für nicht dringende ärztliche Versorgungen stehen insgesamt sechs Ambulanzstationen zur Verfügung, die entweder vormittags von 9 bis 13 Uhr oder nachmittags von 16 bis 20 Uhr geöffnet sind. Für eine ambulante Behandlung wird eine einmalige Gebühr von 15,- € erhoben (2009) An allen sieben Orten stehen den Touristen Ärzte für Hausbesuche zur Verfügung; für einen ärztlichen Hausbesuch fällt eine Gebühr von 25,- € an. Die nächsten Krankenhäuser befinden sich in Comacchio und Lagosanto.
Die Gemeinde Comacchio erhebt von Einheimischen und Ausländern, die an den Lidi di Comacchio Wohneigentum besitzen, eine Sondersteuer, I. C. I. genannt, die dafür verwendet wird, die Infrastruktur laufend zu verbessern und das Erscheinungsbild der Orte insbesondere mittels gartenarchitektonischer Maßnahmen zu verschönern.

## Die Badeorte im Einzelnen
Die sieben Lidi haben sämtlich breite Sandstrände, an denen sich von privaten Dienstleistern betriebene Bagni aneinanderreihen. Zwischen diesen gewerblich genutzten Strandflächen, an denen Sonnenschirme und Liegestühle gemietet werden können, gibt es freie Strandbereiche, in denen es Badegästen erlaubt ist, ihren eigenen Sonnenschirm aufzuspannen.

### Lido di Volano
Lido di Volano ist der zuletzt für den Tourismus erschlossene Badestrand. Der nach dem Po-Mündungsarm ‚Po von Volano‘ (Po di Volano) benannte Ort grenzt an einen schattigen Pinienwald von etwa 20 Hektar Größe, der sich für ausgedehnte Spaziergänge eignet. Durch den Wald, der unter Naturschutz steht, führt parallel zum Strand ein etwa vier Kilometer langer, schattiger Waldweg, der auch gut mit Fahrrädern befahrbar ist. Der ruhige Ort wird besonders von Familien mit Kindern geschätzt. Lido di Volano verfügt über eine etwa hundert Meter lange Seebrücke. Die Seebrücke wird von Sportfischern benutzt, die von dort aus trichterförmige Fangnetze in die Adria herablassen und nach einigen Minuten wieder hochziehen.
Im Naturschutzgebiet südlich vom Lido di Volano werden in ausgedehnten Gehegen Wildpferde gehalten, die aus der Camargue eingeführt worden sind. Die Gehege sind für Touristen nicht zugänglich, doch kann man die Schimmel hin und wieder aus der Ferne beobachten. Im Lagunengebiet bei Lido di Volano hat sich eine Kolonie Flamingos angesiedelt, die dort auch überwintert.

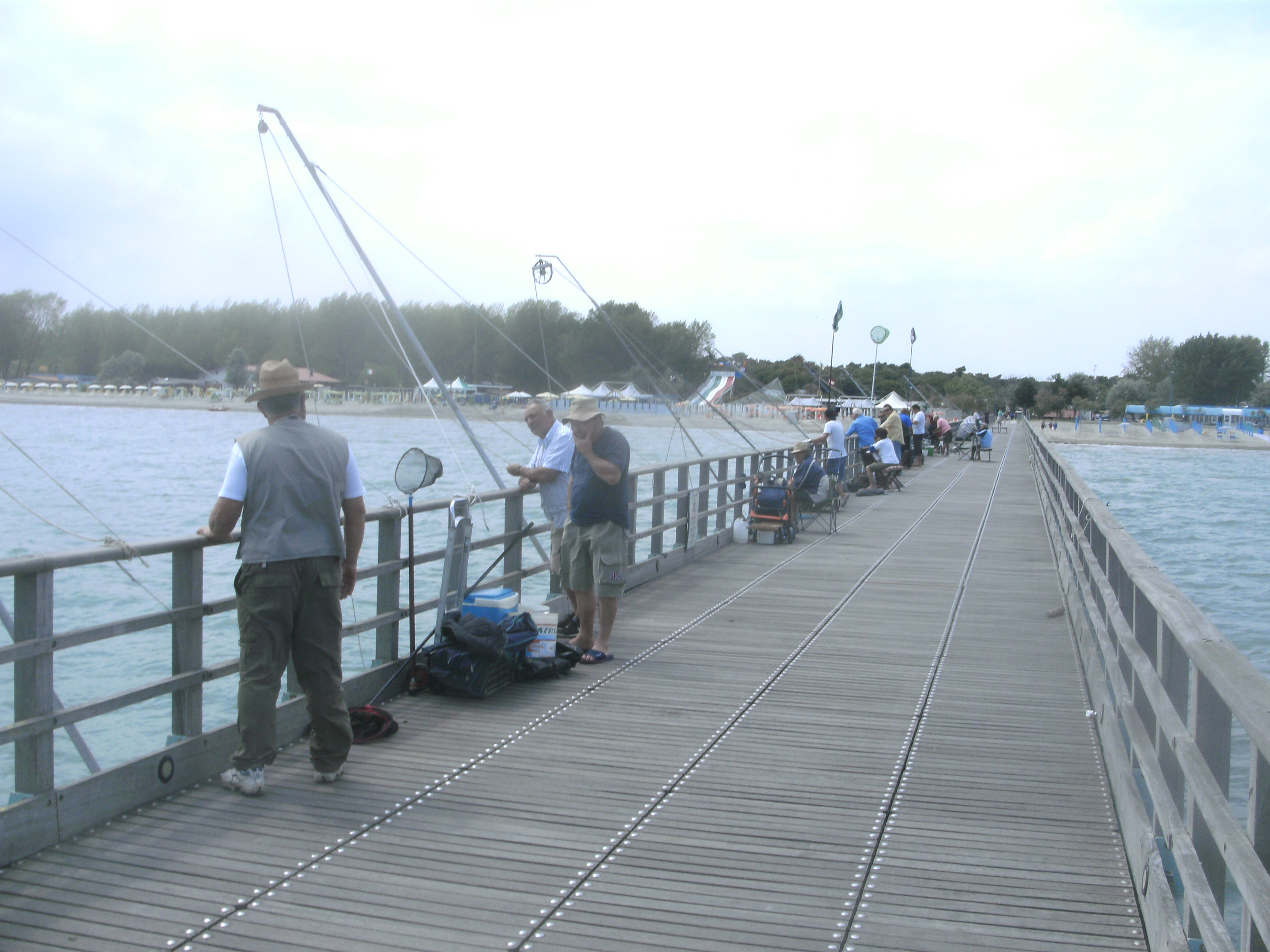
Seebrücke von Lido di Volano, mit Hobby-Fischern, die an Metallrahmen hängende Fangnetze ins Meer halten.
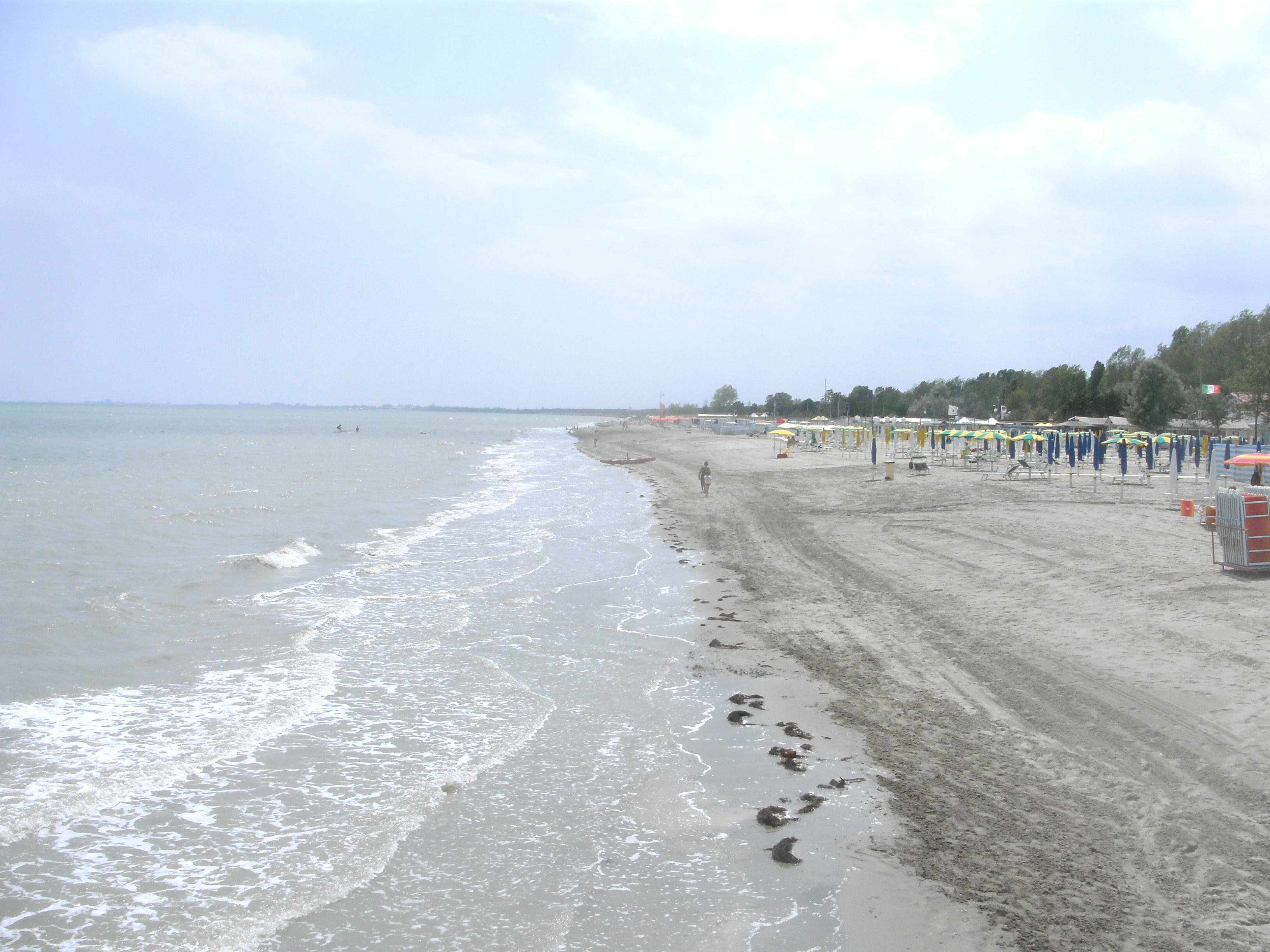
Südlicher Strandabschnitt von Lido di Volano, von der Seebrücke aus gesehen.
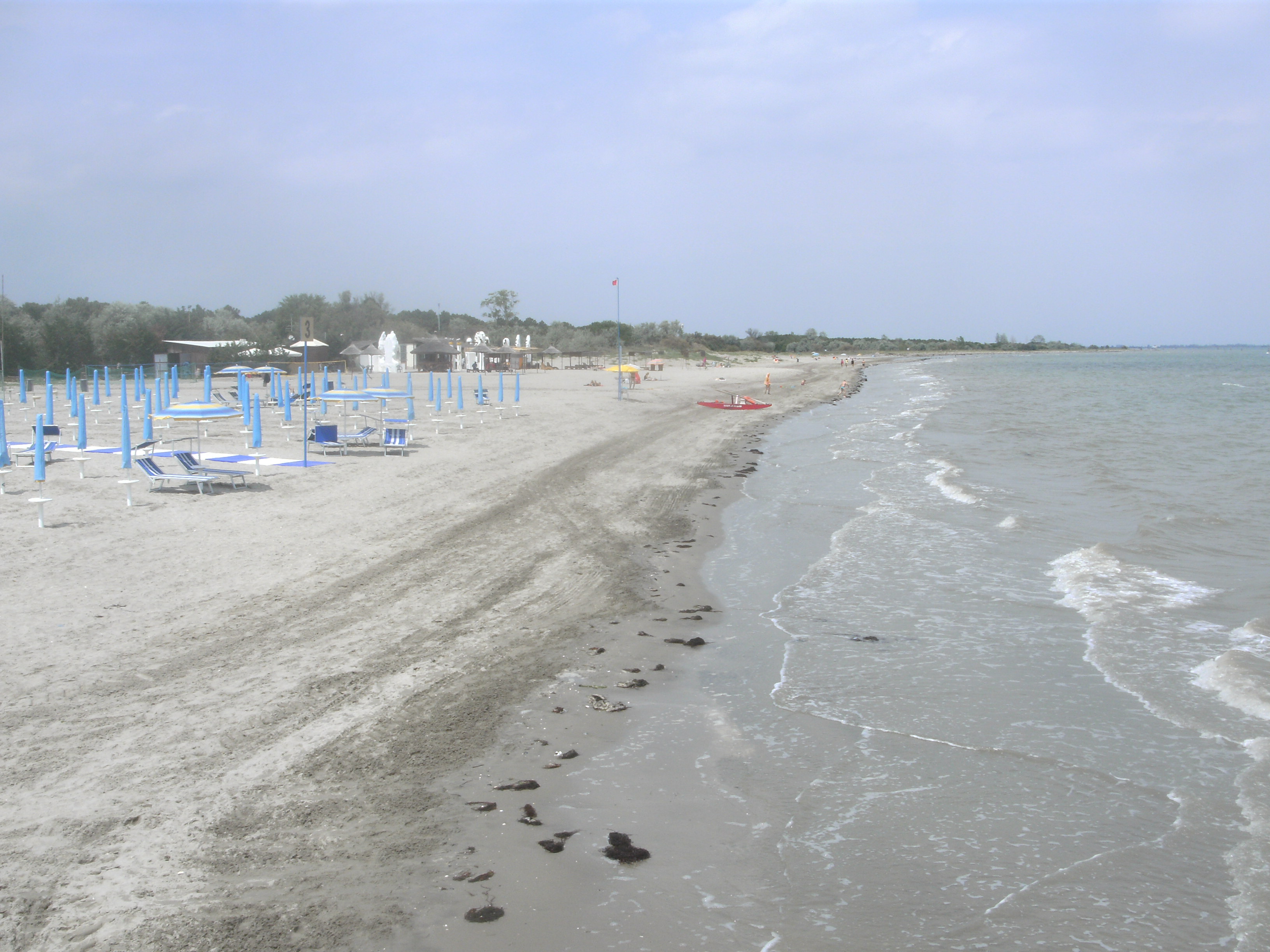
Nördlicher Strandabschnitt von Lido di Volano, von der Seebrücke aus gesehen.
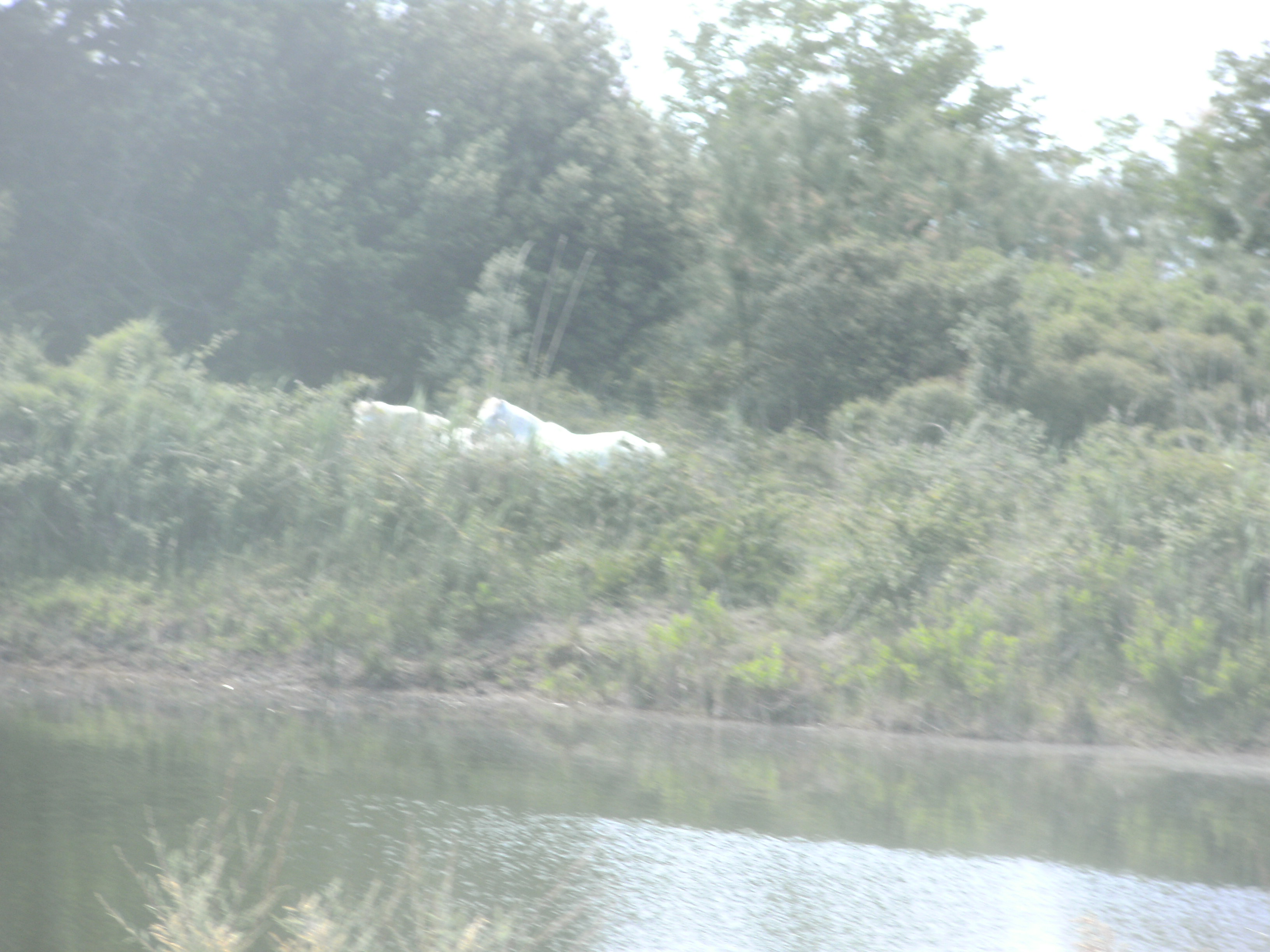
Delta-Camargue-Wildpferde im Naturschutzgebiet bei Lido di Volano.

### Lido delle Nazioni

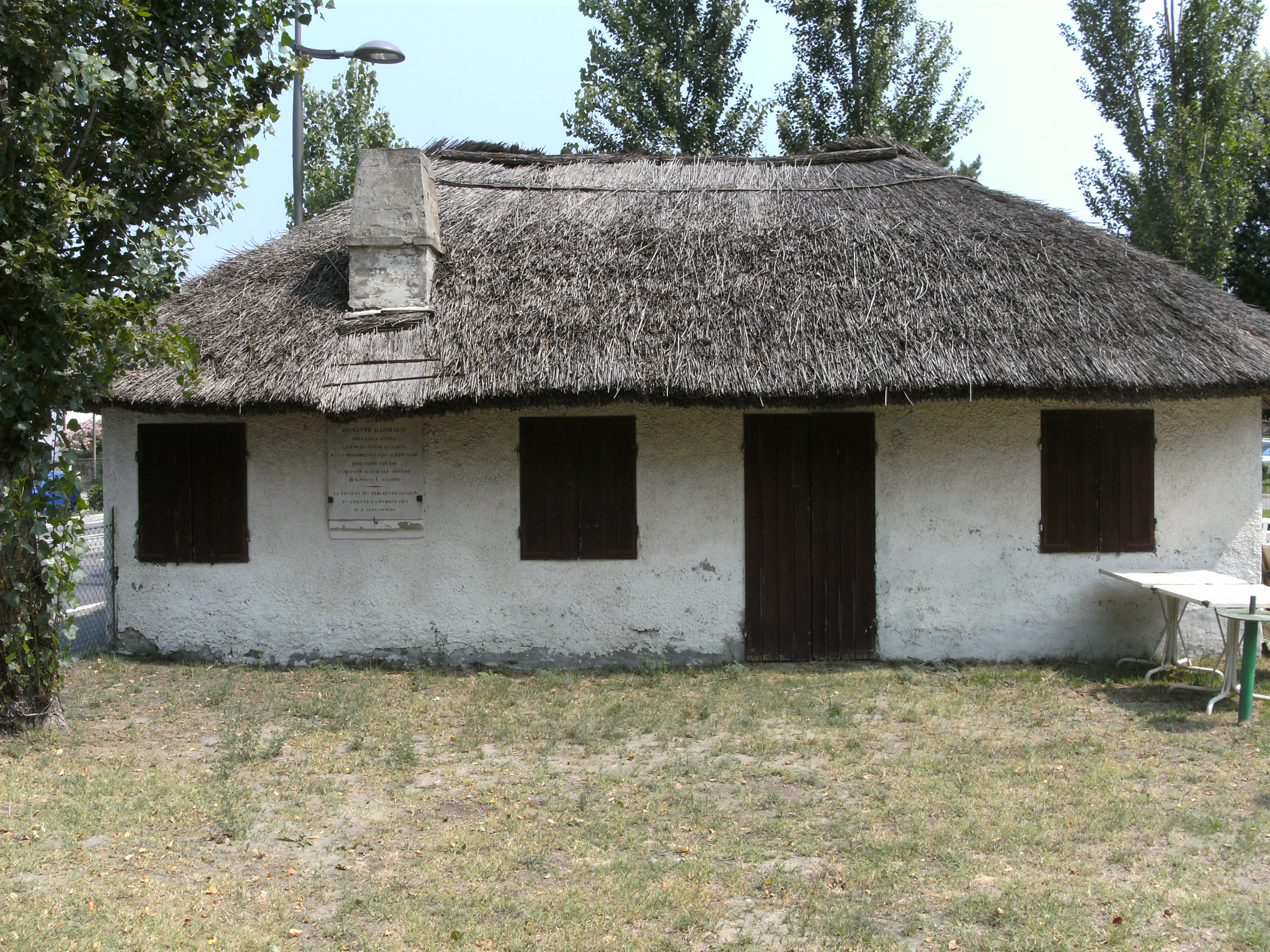
Garibaldi-Hütte (Capanno Garibaldi)

Lido delle Nazione ist neben Porto Garibaldi und Lido degli Estensi einer der drei größten Badeorte der Lidi di Comacchio. Hier gibt es breite Straßen, viel Grün und zahlreiche Einkaufsmöglichkeiten. Die Strände sind bequem von der Uferpromenade aus zu erreichen und bieten mit Rutschbahnen, Schaukeln und Süßwasser-Schwimmbecken viele Spiel- und Unterhaltungsmöglichkeiten für Kinder. Für erholungssuchende Erwachsene stehen Massageinstitute und ein Thermalbad zur Verfügung, in dem Bromjodtinktur-Wasser zum Einsatz kommt.
Gemäß dem Ortsnamen sind die meisten Straßen im Ort nach bestehenden (Viale Francia, Viale Germania) oder ehemaligen Nationen (Viale Unione Sovietica, Viale Jugoslavia) benannt.
Zu dem Ort gehört das künstlich angelegte salzhaltige Binnengewässer Lago delle Nazioni, in dem Aale und Meeräschen leben und auf dessen Oberfläche Blässhühner, Zwergtaucher, Eisvögel und andere Vogelarten anzutreffen sind. Auf dem Gewässer finden häufig Wassersport-Veranstaltungen aller Art statt. Es hat sich eingebürgert, dort alljährlich die italienischen Triathlon-Meisterschaften auszutragen.
In Italien gilt Lido delle Nazioni als ein geschichtsträchtiger Ort, weil hier – an einer ‚Pialazza‘ oder ‚Pialassa‘ genannten Stelle – am 3. August 1849 der italienische Volksheld und Staatsgründer Giuseppe Garibaldi mit seinem Schiff landete, auf dem sich auch seine im Sterben liegende Lebensgefährtin Anita befand. Mit ihr versteckte er sich in der Garibaldi-Hütte (Capanno Garibaldi), einem ehemaligen Gartenhäuschen, das noch heute erhalten ist und besichtigt werden kann.
Am nördlichen Ortsausgang verläuft parallel zum Strand ein etwa anderthalb Kilometer langer Pinienwald, an den sich ein etwa einen Kilometer langer Küstenstreifen anschließt, der als Nacktbadestrand genutzt wird.

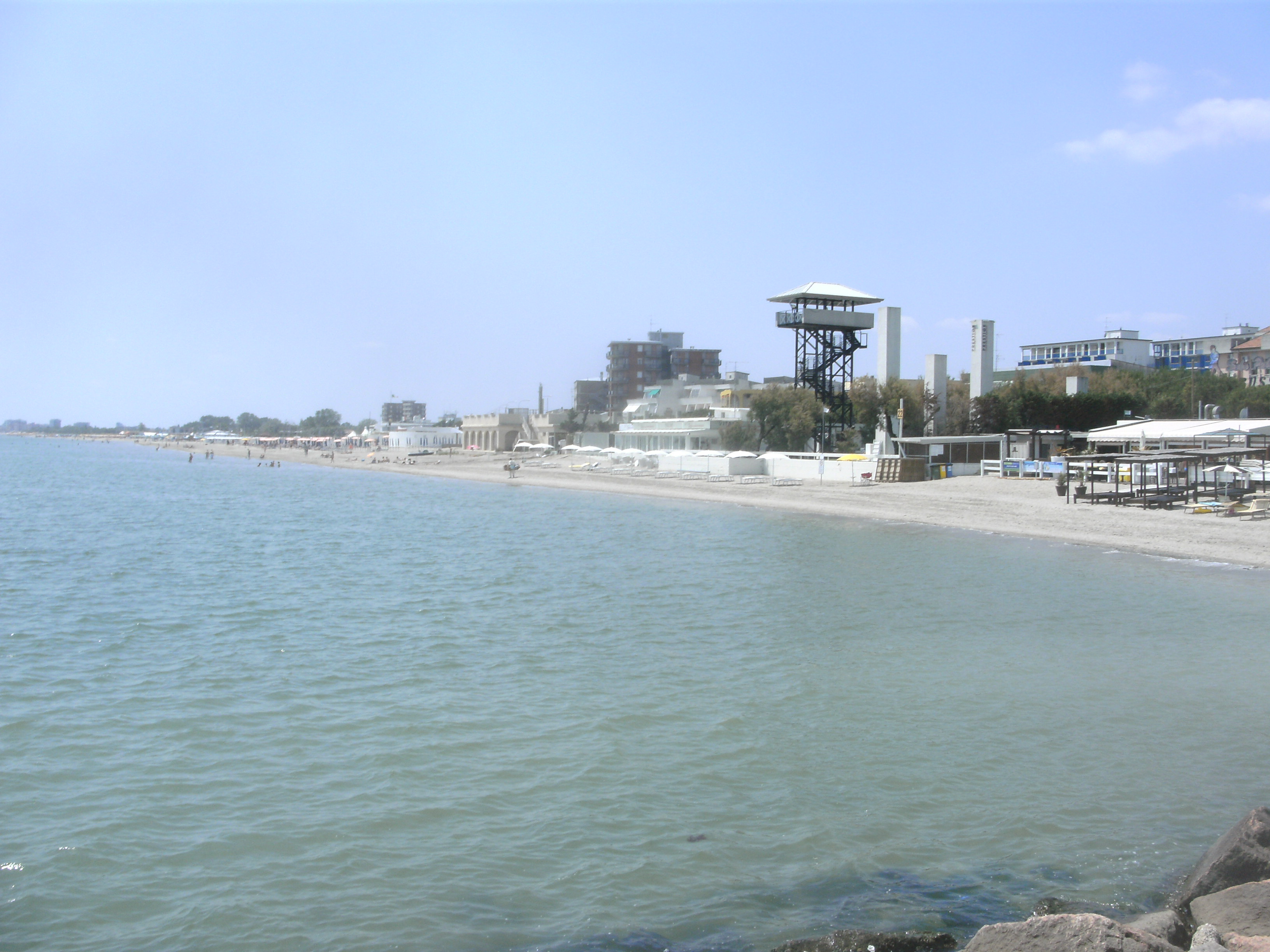
Südlicher Strandabschnitt von Lido delle Nazioni
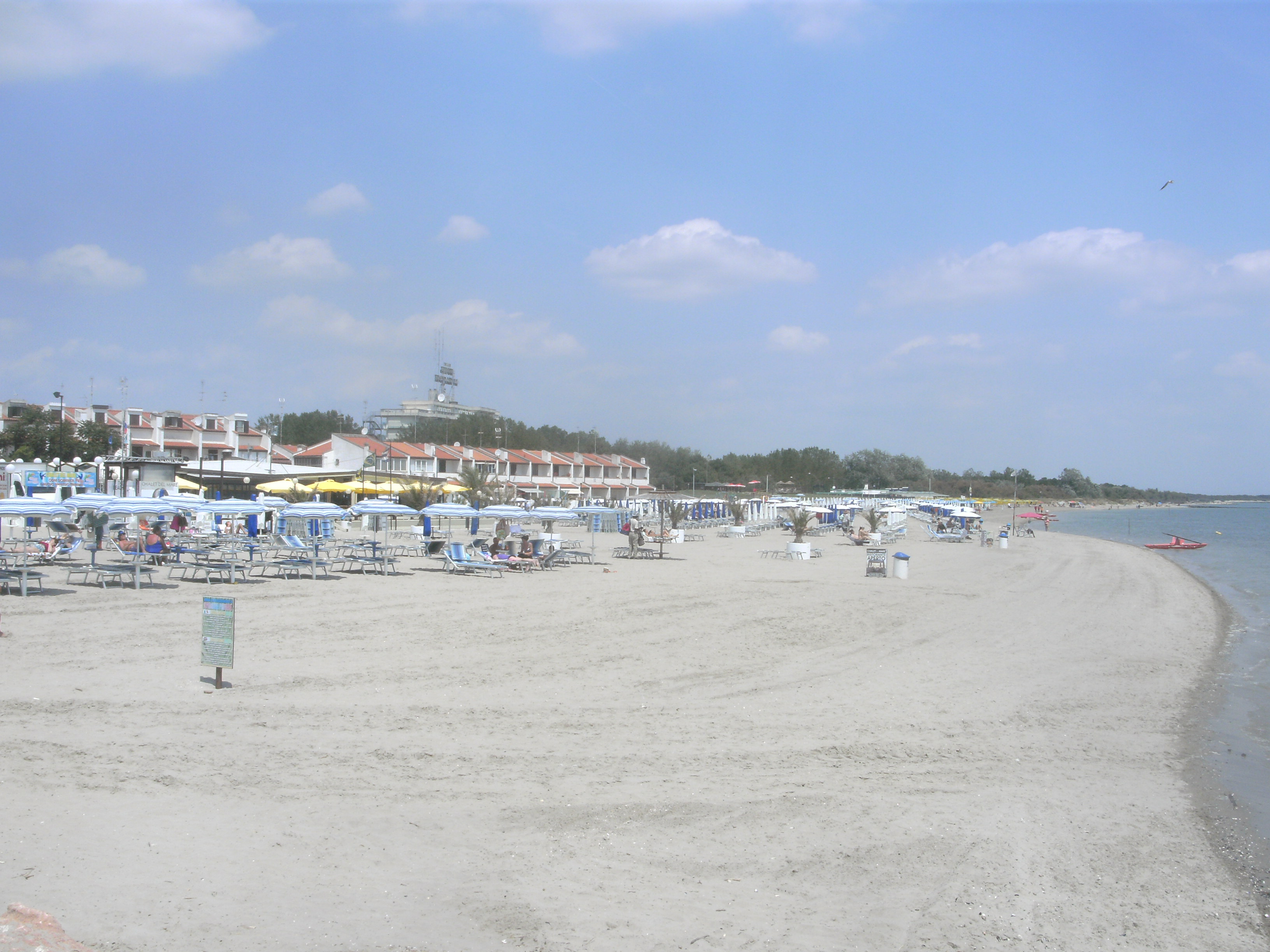
Nördlicher Strandabschnitt von Lido delle Nazioni
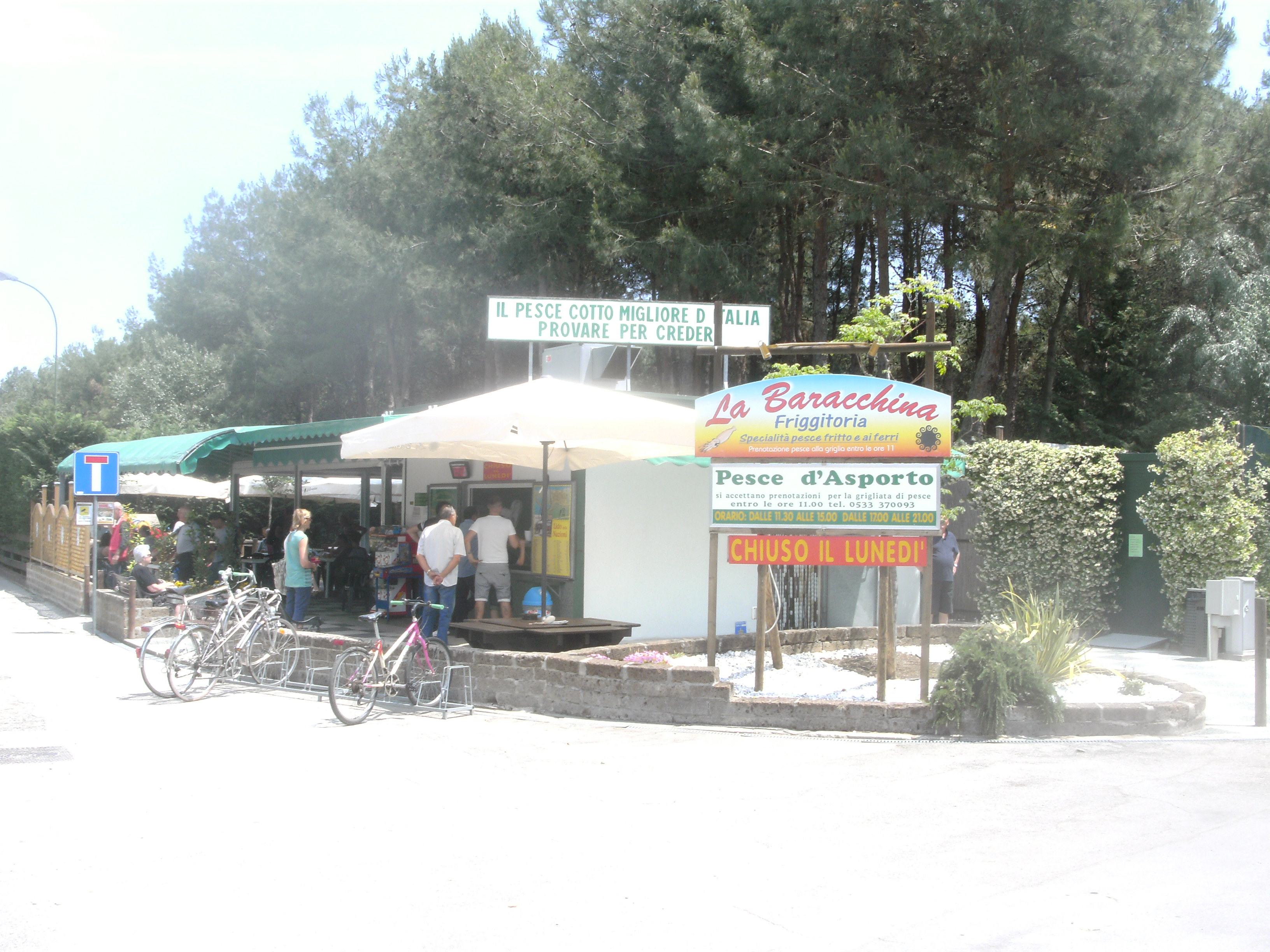
Fischbraterei La Baracchino am nördlichen Ortsausgang von Lido delle Nazioni
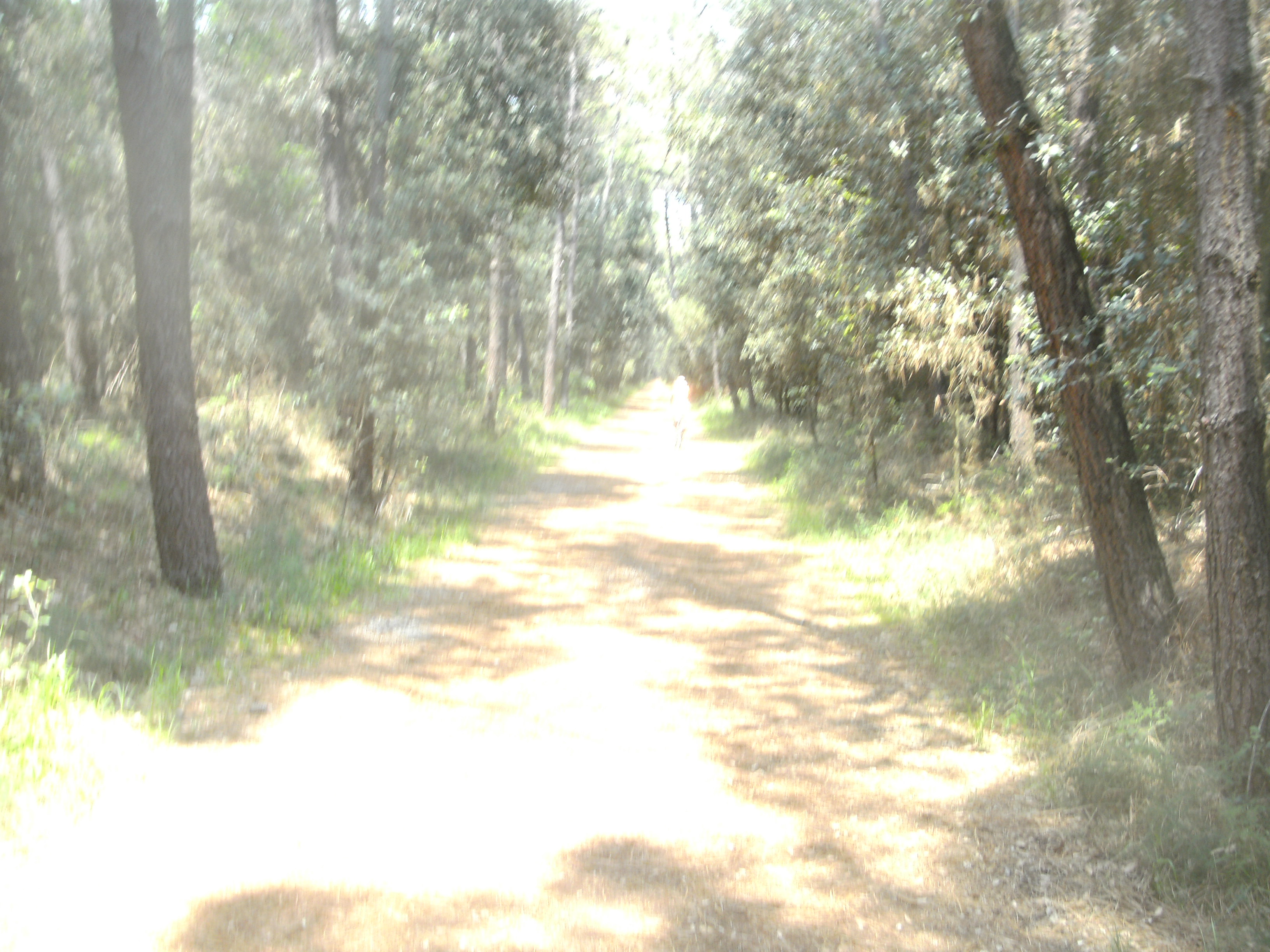
Waldweg im Landschaftsschutzgebiet zwischen Lido delle Nazioni und Lido di Volano

### Lido di Pomposa

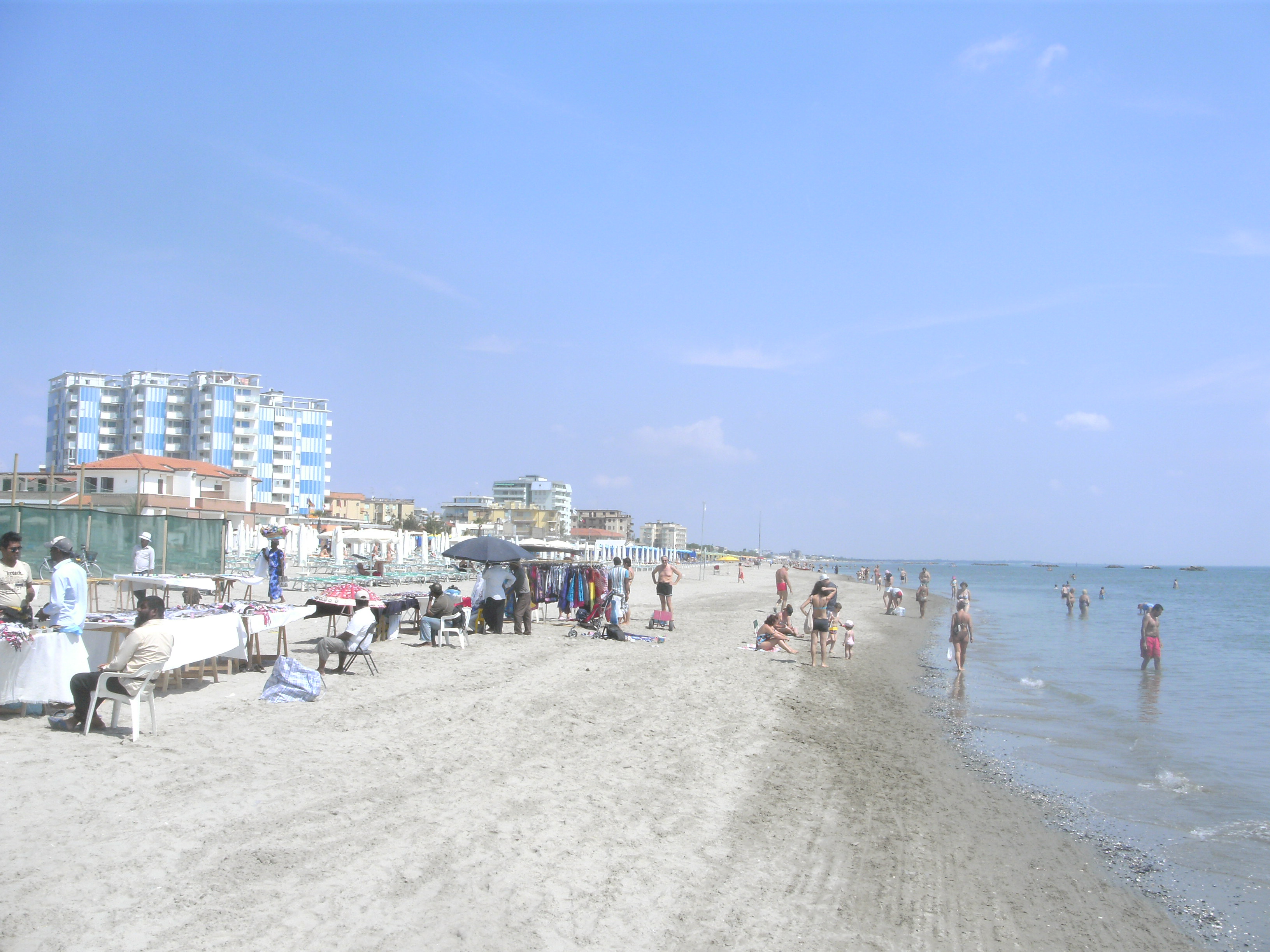
Strandabschnitt von Lido di Pomposa, mit Verkaufsständen am Strand

Der Ort ist nach der in der Nähe liegenden Abtei Pomposa benannt, einem ehemaligen Benediktinerkloster, das im Mittelalter ein bedeutendes kulturelles Zentrum mit europaweiter Ausstrahlung gewesen war. Lido di Pomposa entstand auf einer Rodungsfläche, auf der zuvor ein meerseitig an Dünen angrenzender, prächtiger Pinienwald gestanden hatte. Dessen Rodung und die Einebnung der Dünen hatten Naturfreunde beklagt, darunter auch der Schriftsteller und Dichter Giosuè Carducci, der schreibt: „dileguanti vie su la marina tra grigie arene e fise acque di stagni“ (längs der Küste zwischen grauem Sand und stehenden Teichwassern verschwindende Wege).
Nicht weit entfernt begann der antike Eliceo-Wald, ein Gebiet, in dem Rosé-Wein angebaut und gekeltert wird, der von den Einheimischen gerne zu Fisch- und Aalspeisen getrunken wird.
In der Nähe des Ortszentrums befinden sich einige modern ausgestattete Feriendörfer, die mit allem Komfort für Touristen ausgestattet sind. Der Ort eignet sich gut für erholungssuchende Familien mit Kindern.

### Lido degli Scacchi
Bevor dieser zwischen Porto Garibaldi und Lidi di Pomposa gelegene Badeort erbaut wurde, stand hier eine Gruppe schlichter Häuser am Meeresufer. Von der Strada Romea aus führten einige schattige Alleen zum Meer. Im Zuge des Ausbaus der Ansiedlung zum Badeort wurde das Verkehrsnetz um die ‚Acciaioli‘-Panoramastraße und einige andere Straßen erweitert, doch ist vom alten Baumbestand vieles erhalten geblieben.
Am Ort gibt es Restaurants, Geschäfte, Anlagen für Sport und Spiel, und einen großen Platz für Konzertveranstaltungen.

Strandhotel in Lido degli Scacchi.
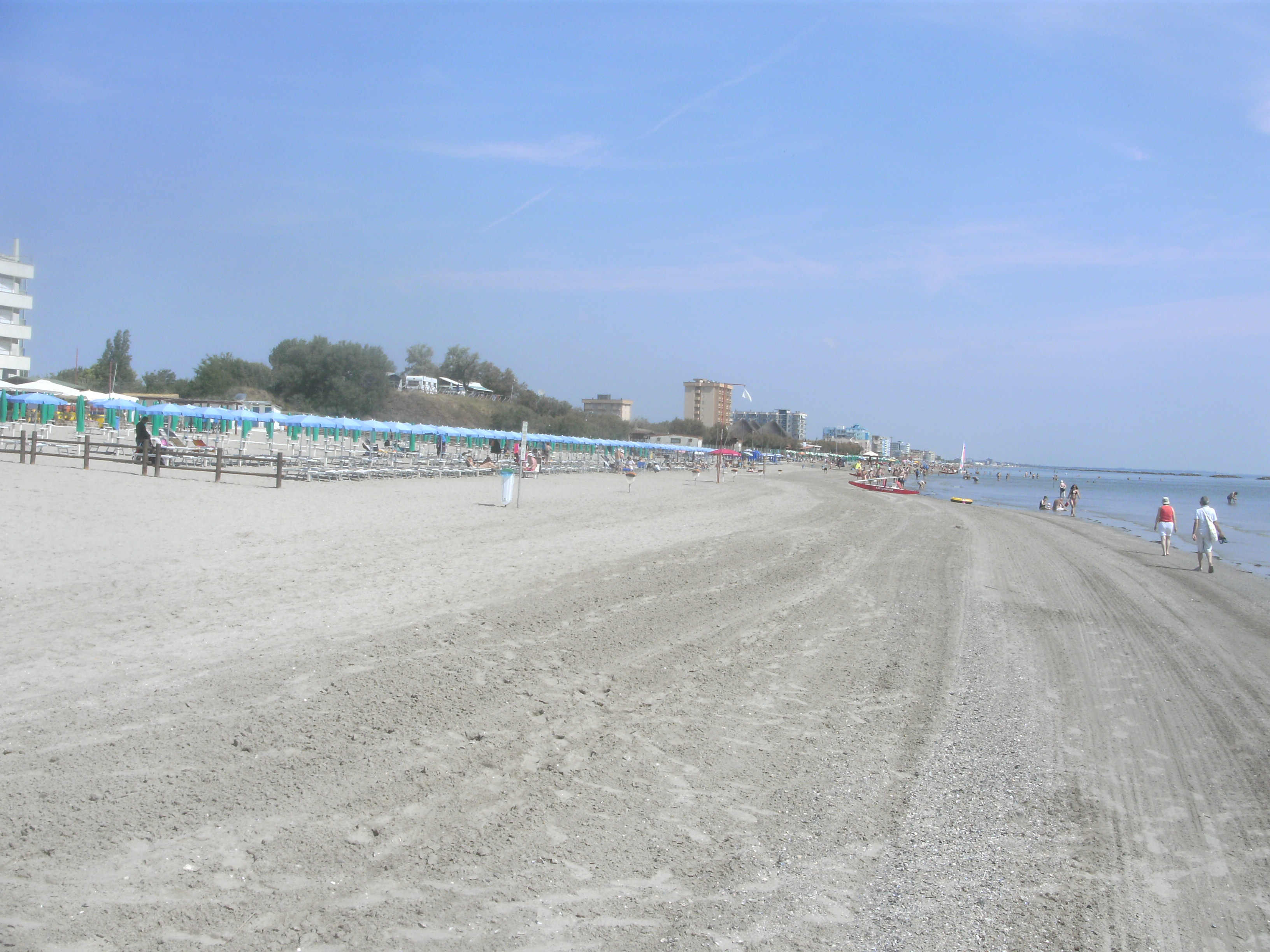
Strandabschnitt in Lido degli Scacchi.

### Porto Garibaldi

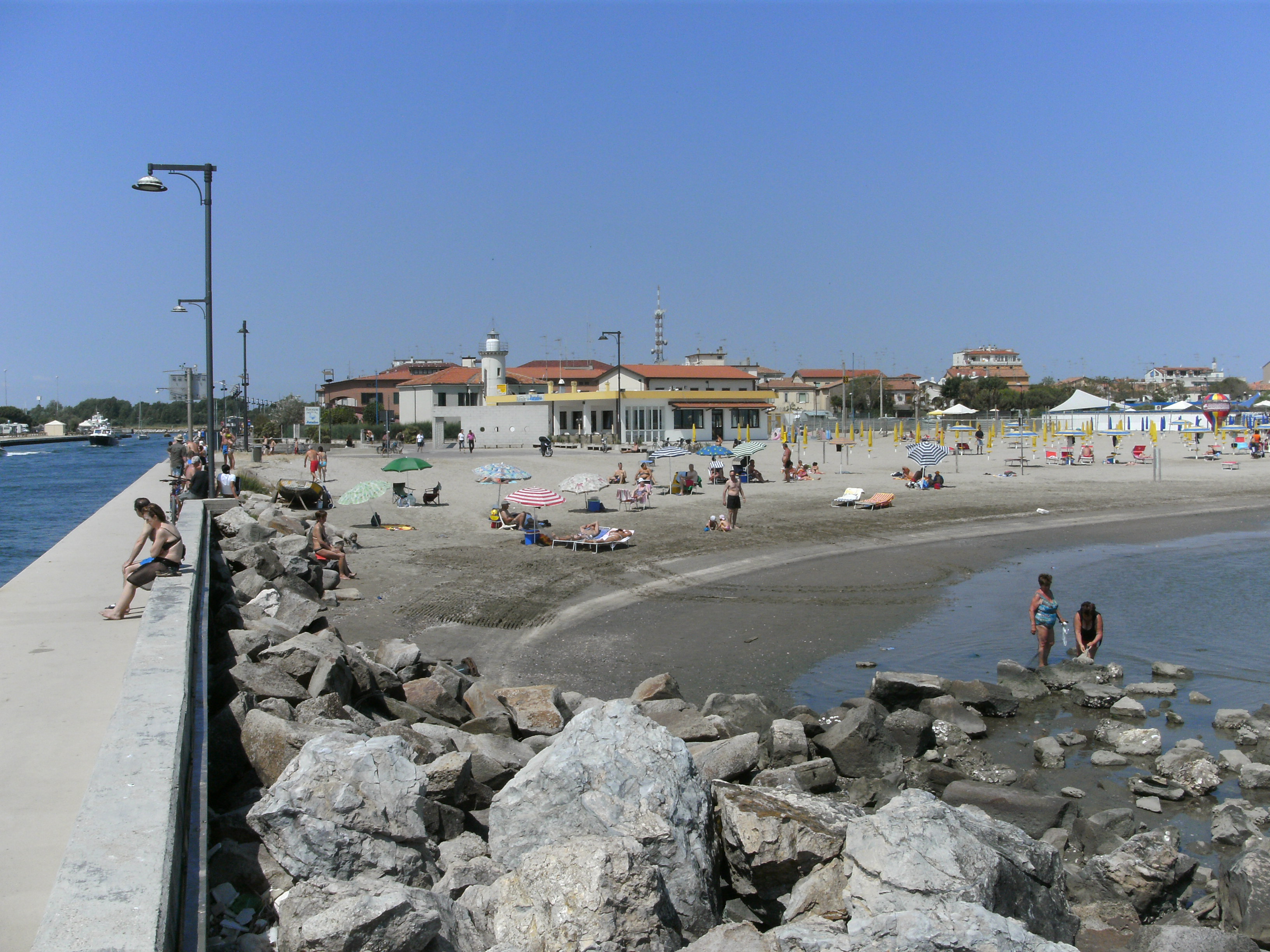
Südende des Strandes von Porto Garibaldi, im Hintergrund der Leuchtturm (vor einem Restaurant) am Hafenkanal.

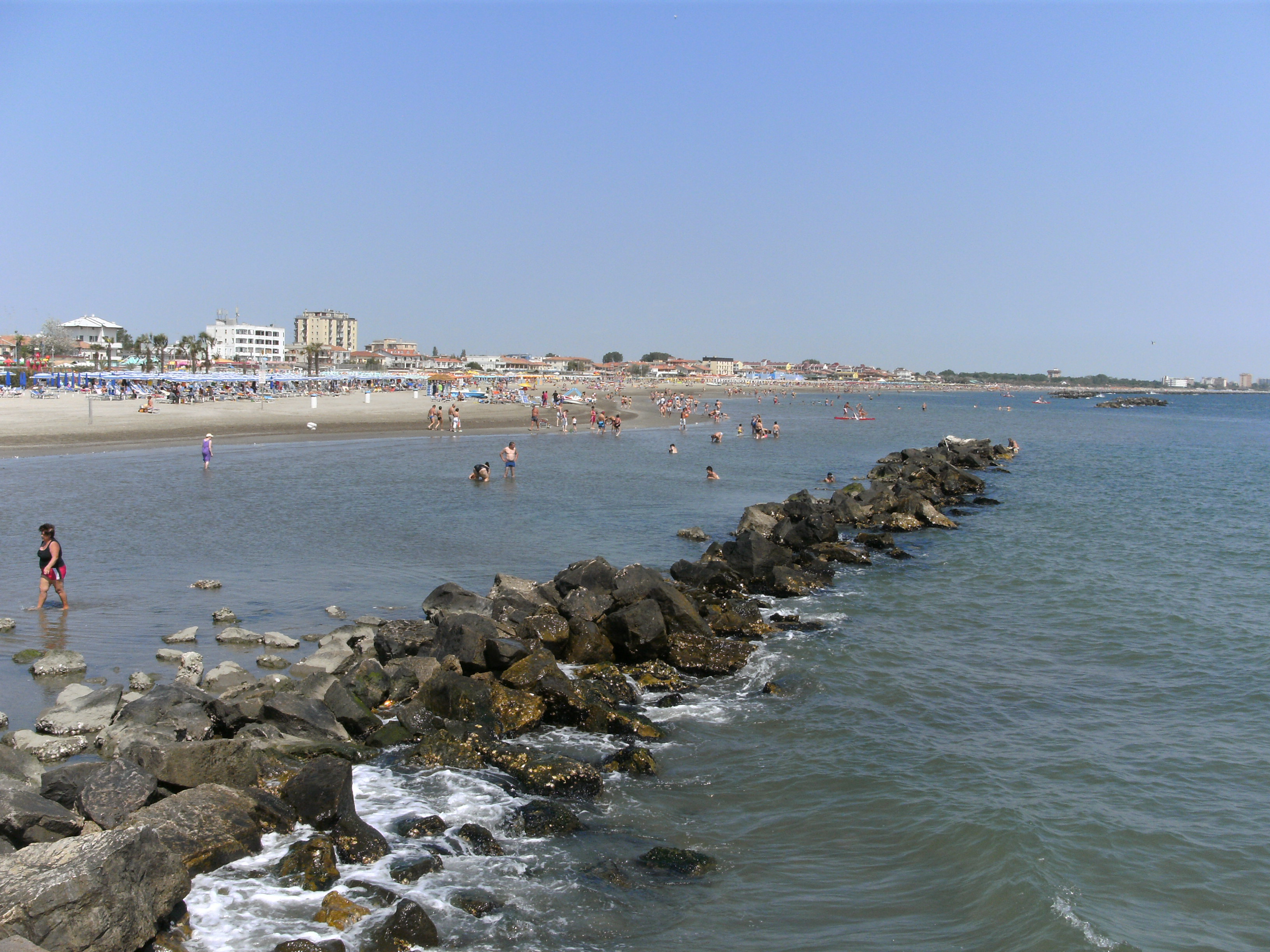
Strandpartie von Porto Garibaldi, von der Hafenmole aus gesehen.

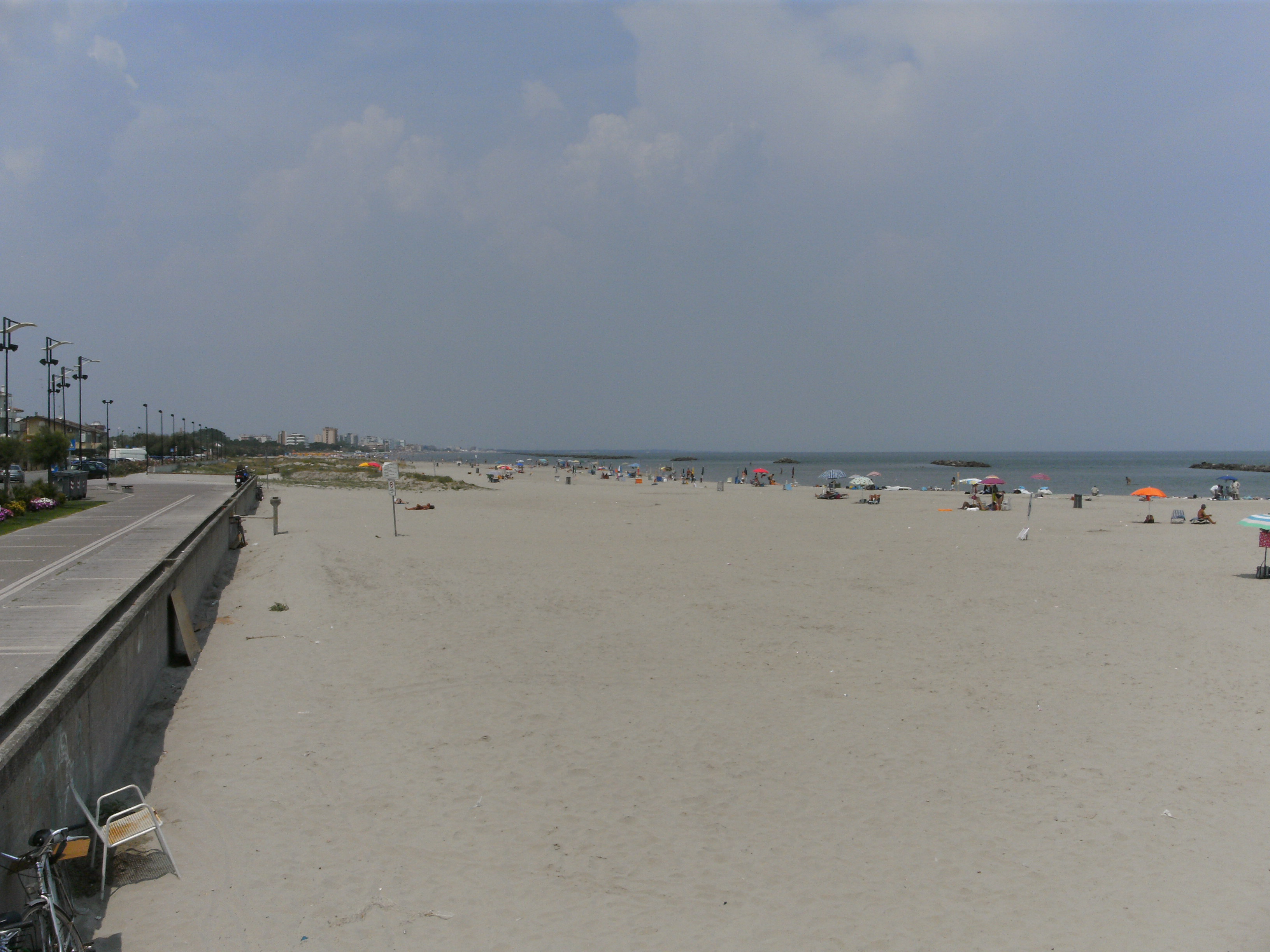
Freie, nicht verpachtete Strandpartie am nördlichen Ortsausgang von Porto Garibaldi, an der eigene Sonnenschirme aufgespannt werden dürfen

Porto Garibaldi ist aus einem Fischereidorf am Magnavacca-Kanal (Canala Magnavacca) hervorgegangen, das sich allmählich zum Hafen entwickelte. Früher gab es an der Hafeneinfahrt eine Festung mit zwei Wehrtürmen. Ursprünglich hieß der Ort Magnavacca, nach einem der beiden Wehrtürme der Festung. Durch Gemeinderatsbeschluss der Gemeinde Comacchio (Commune di Comacchio) vom 13. April 1919 wurde der Ort zu Ehren des italienischen Staatsgründers Giuseppe Garibaldi in Porto Garibaldi umbenannt. Während des Zweiten Weltkriegs wurden die Hafenanlagen und benachbarte Gebäude einschließlich der Kirche vollständig durch alliierte Fliegerbomben zerstört. Der Hafen wurde jedoch bald wieder neu aufgebaut. 1949 erhielt Porto Garibaldi weiter vom Hafen entfernt eine neue Kirche; sie hat bisher keine Orgel.
Porto Garibaldi zählt neben dem Hafen von Goro zu den wichtigsten Fischereihäfen der nördlichen Adria. Der Hafen ist über den Canale Navigabile, der von Schiffen bis zu einer Größe von 1.350 BRT befahren werden kann und der an Comacchio und Ostellato vorbeiführt, landeinwärts mit dem Po di Volano verbunden. Im Vergleich zu Goro gilt der Hafen als beträchtlich ausbaufähiger. Der von Fischkuttern angelieferte Fisch wird am Hafen direkt in Kühlwagen umgeladen und landesweit verschickt oder kurzfristig in einem Kühlhaus zwischengelagert. Der Hafen hat außerdem Anlegeplätze für touristische Ausflugsboote, mit denen organisierte Rundfahrten in der Region des Podeltas unternommen werden können, und für Boote, die für den touristischen Hochsee-Angelsport ausgerüstet sind. Der Hafen wird außerdem von Segel- und Motoryachten genutzt.
Porto Garibaldi verfügt über eine alte Infrastruktur mit zufriedenstellenden Dienstleistungsangeboten für Einheimische und Touristen. Es gibt eine Reihe von Einzelhandelsgeschäften, mehrere Supermärkte und Restaurants. Einmal pro Woche findet ein großer Wochenmarkt statt. Am Ort sind mehrere Ärzte niedergelassen.
Am nördlichen Ortsausgang ist ein weitläufiges Strandgebiet freigelassen worden, das nicht an kommerzielle Strandbad-Betreiber verpachtet wurde und in dem Badegäste ihre eigenen Sonnenschirme aufspannen dürfen.

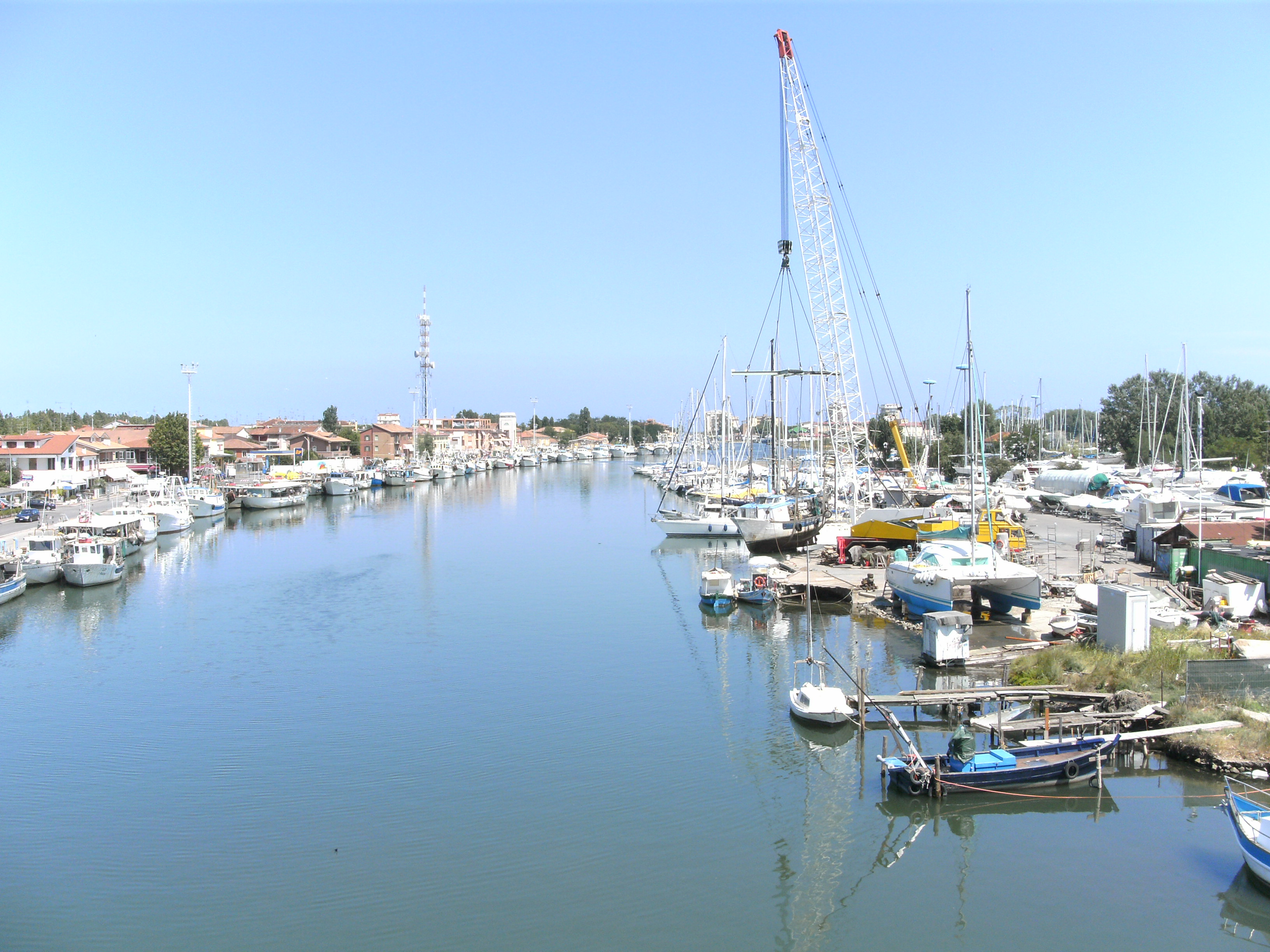
Hafen von Porto Garibaldi, von der Brücke der S. S. 309 Romea aus in Richtung des adriatischen Meeres gesehen
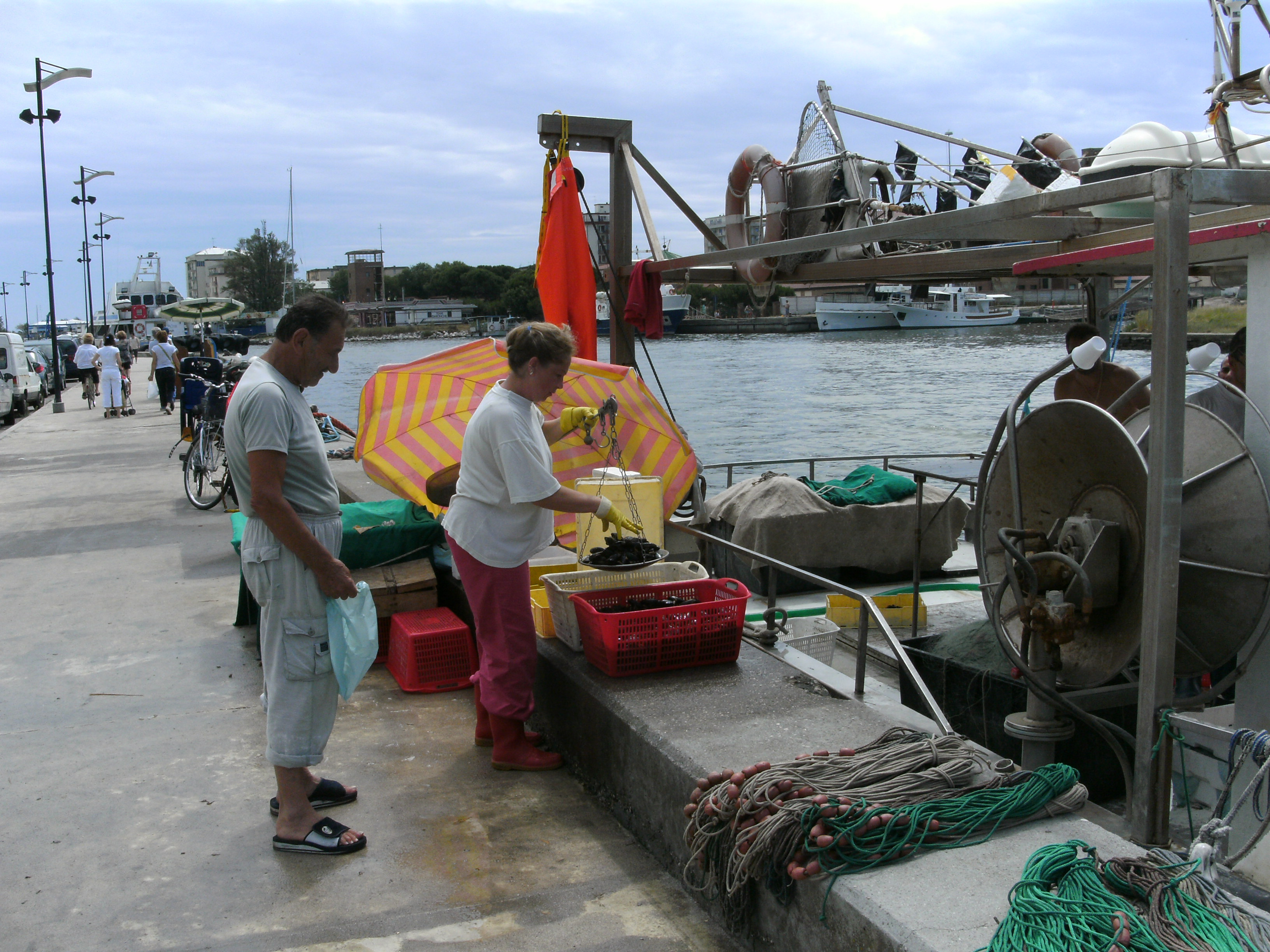
Verkauf von frisch geernteten Miesmuscheln, Austern und anderen Meerestieren direkt vom Fischerboot an einem Sonntagmorgen am Hafen von Porto Garibaldi
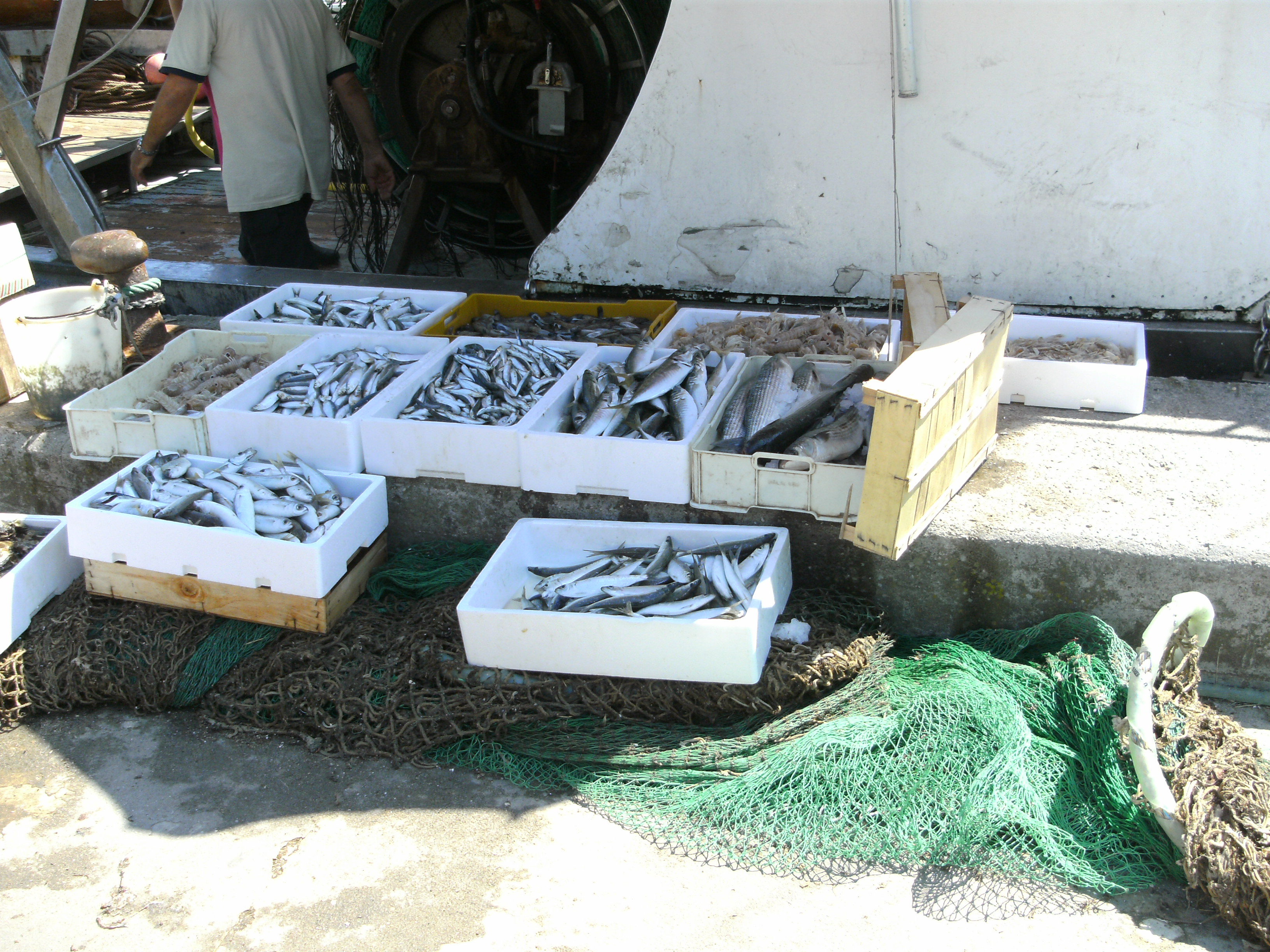
Angebot an Fisch und anderen Meerestieren an einem Fischerboot am Hafen von Porto Garibaldi
Auf Meeresfrüchte-Speisen spezialisierte Gaststätte „Il Gran Fritto del Marinaio“ am Fischereihafen
Fischbraterei „El Puerto“ am Fischereihafen
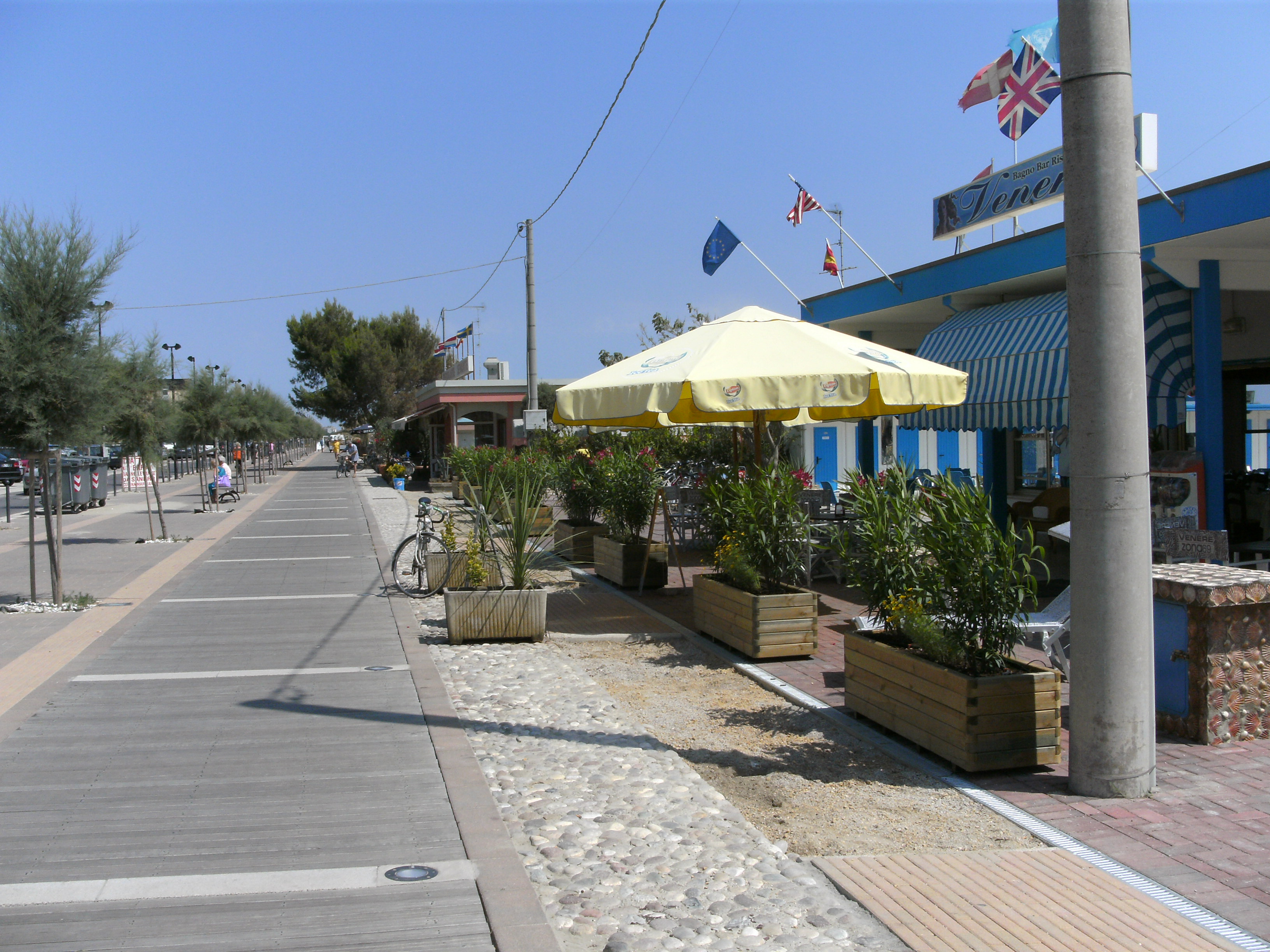
Mit Holzbohlen ausgelegter Strand-Boulevard von Porto Garibaldi

### Lido degli Estensi

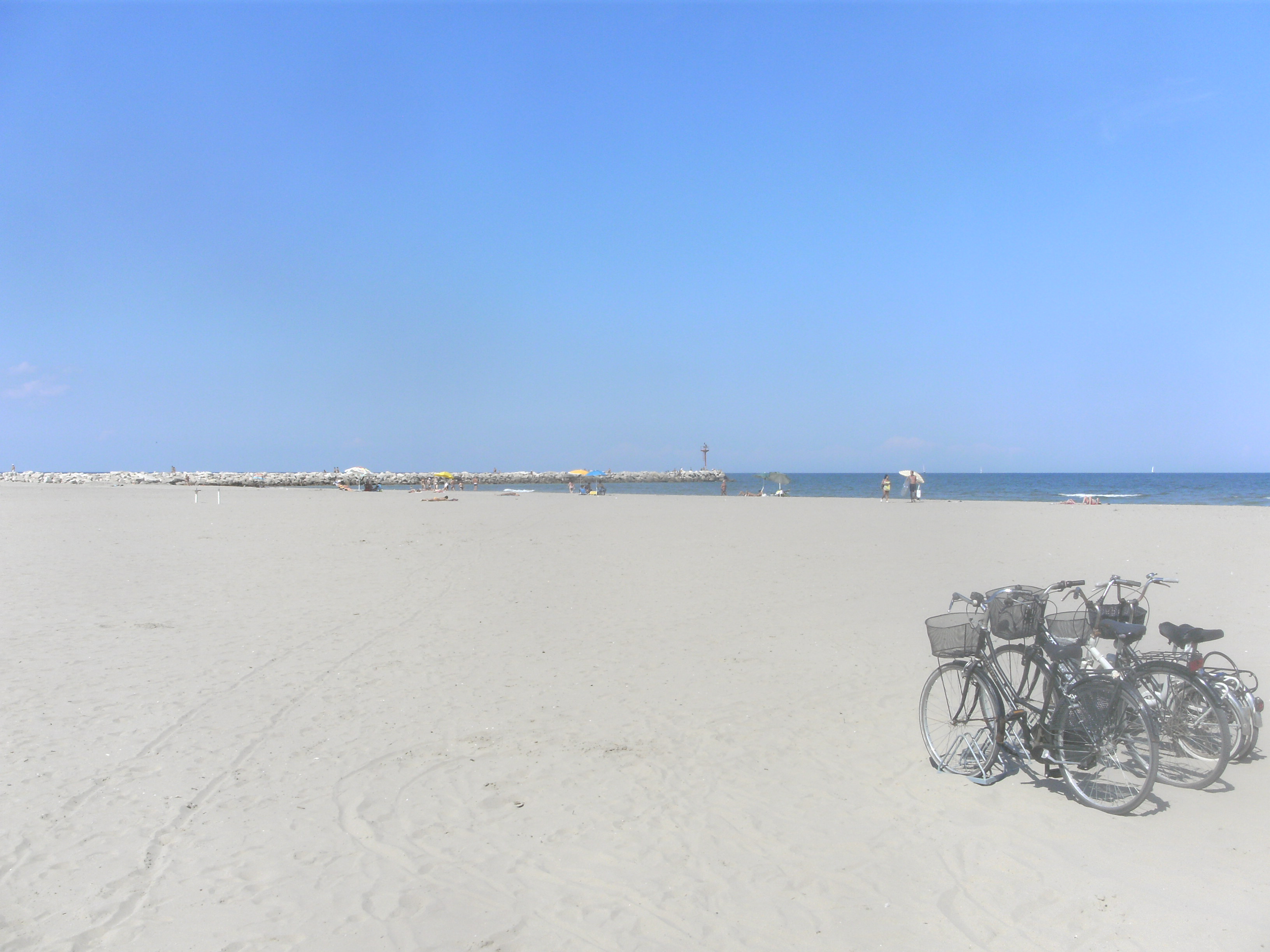
Öffentlicher Strandteil im Norden von Estensi, an dem das Aufstellen eigener Sonnenschirme gestattet ist. Im Hintergrund ist die die Hafeneinfahrt von Porto Garibaldi schützende Mole sichtbar.

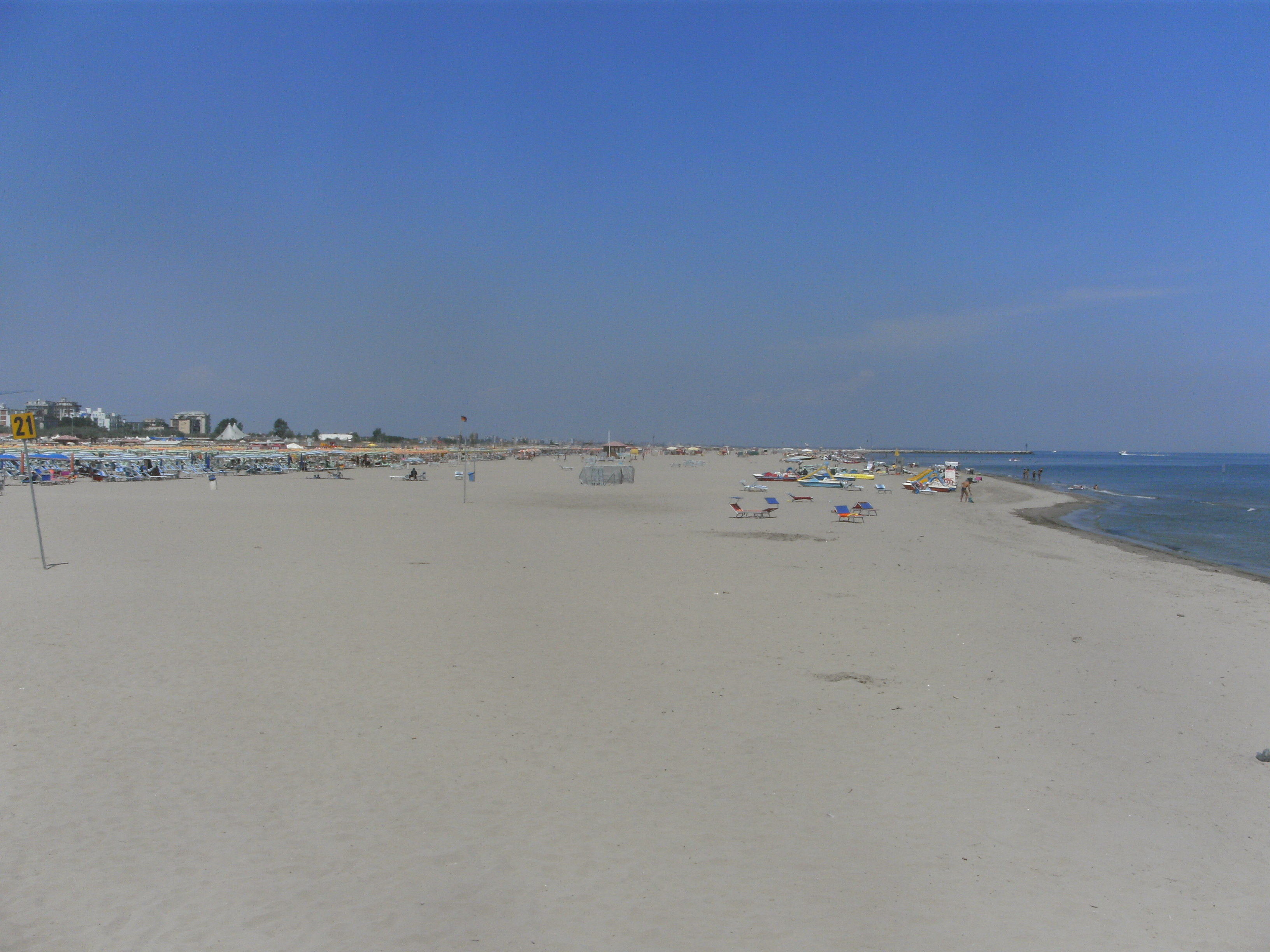
Zu privat bewirtschafteten Bagnos gehörender nördlicher Sandstrand von Lido degli Estensi. Bei entsprechender Vergrößerung ist am Horizont die in das Meer hinausreichende Mole der Hafeneinfahrt von Porto Garibaldi sichtbar.

Strand von Estensi um die Mittagszeit (Aufnahme Juni 2022)

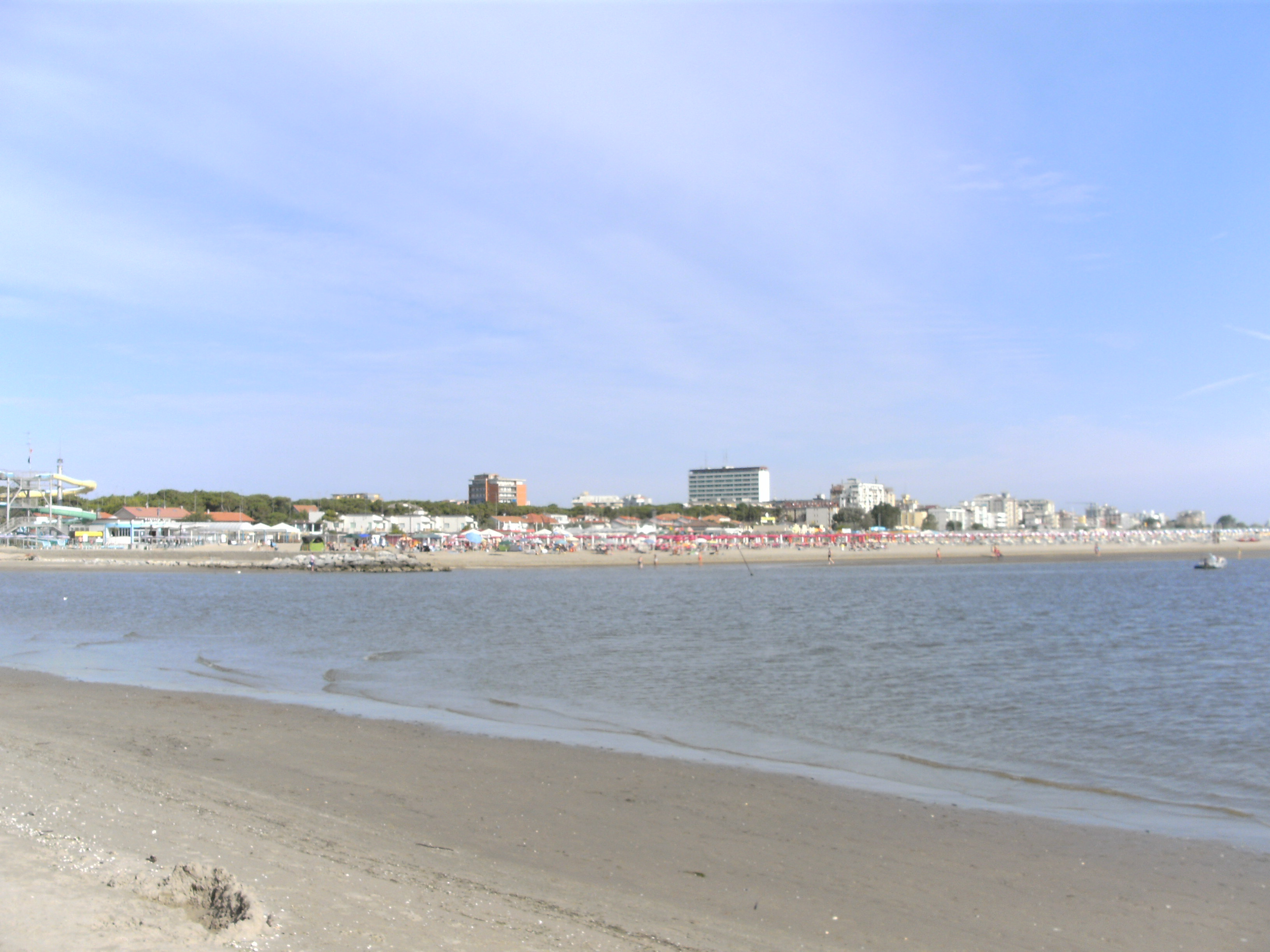
Am Logonovo-Kanal beginnendes südliches Strandgebiet von Lido degli Estensi, vom Nordstrand von Lido di Spina aus gesehen

Der Ort ist nach der ferraresischen Familie Este benannt, die hier im 15. Jahrhundert ein als Casette di Magnavacca bekanntes Lustschloss erbauen ließ, das heute nicht mehr existiert.
Lido degli Estensi gehört neben Lido delle Nazioni und Porto Garibaldi zu den drei größten Badeorten und verfügt über eine lange Geschäftsstraße und Flaniermeile, auf der die Touristen abends spazieren gehen.

Nördlicher Bereich der Flaniermeile von Estensi, mit um 2000 erbautem, der Dekoration dienenden ‚Stadttor‘
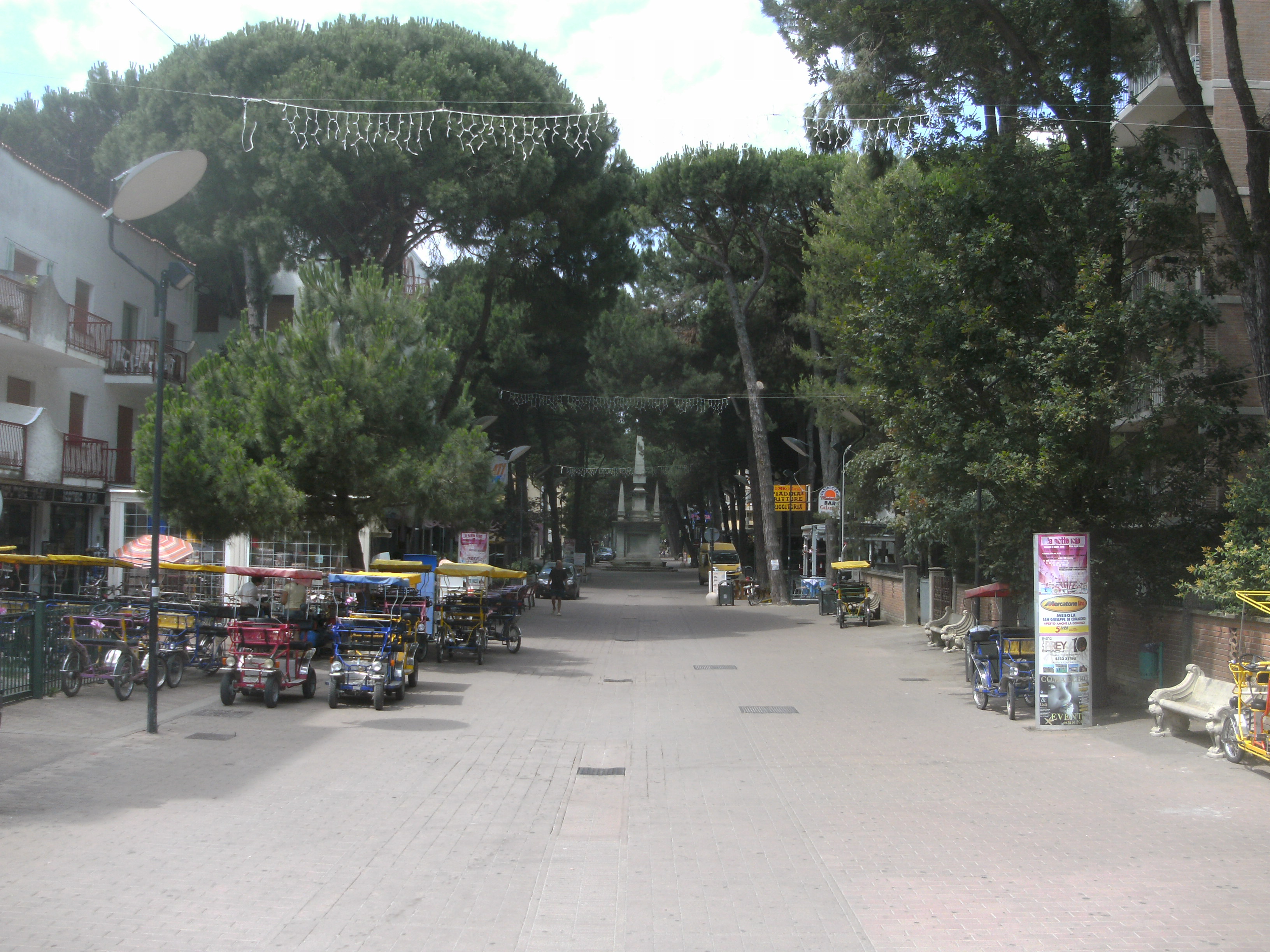
Mittlerer Abschnitt der Hauptgeschäftsstraße Estensis, in Richtung Norden gesehen. Links ein Verleihgeschäft für Fahrräder, Tretmobile und Elektromobile
Südlicher Bereich der Flaniermeile von Estensi, mit einem um die Jahrtausendwende zur Dekoration aufgestellten zweiten ‚Stadttor‘
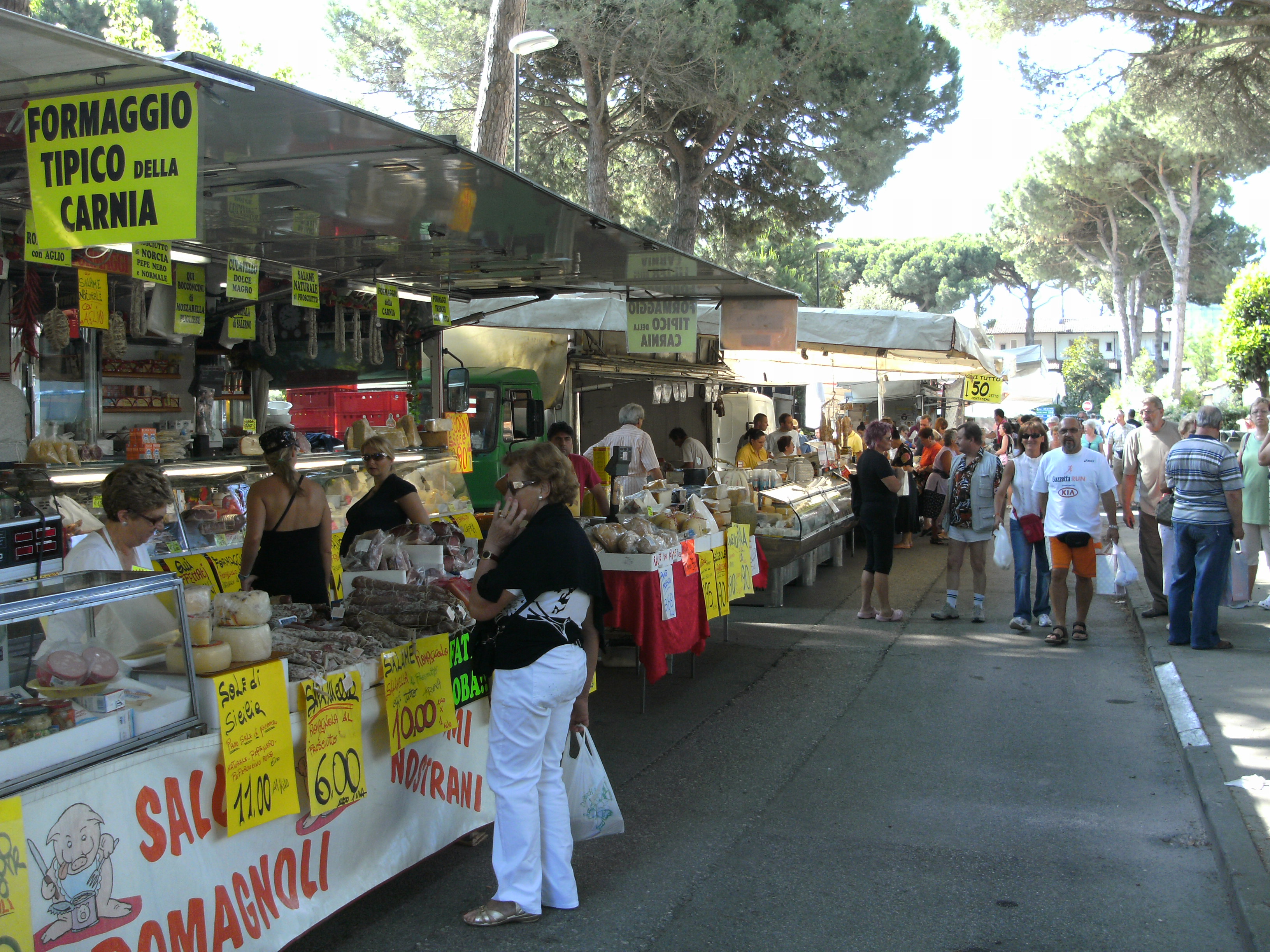
Wochenmarkt am Sonnabendvormittag in Lido degli Estensi
Traditionsrestaurant und Pizzeria Il Ragno im Norden von Lido degli Estensi
Fischbraterei Tre Ponti an einer Brücke des Canale Logonovo im Süden von Lido degli Estensi

Zwischen dem Wohngebiet und den Strandbetrieben verlaufen neu angelegte, lange und genügend breite Fußwege und Fahrradwege, die mit rotbraunen Fliesen abgedeckt sind. Am südlichen Ende des Badestrands von Lido degli Estensi befindet sich ein Süßwasser-Freibad, das zur Unterhaltung der Kinder über eine gigantische Riesenrutschbahn verfügt. Während der Abendstunden, insbesondere an den Wochenenden, finden am Strand unterschiedliche musikalische Veranstaltungen für jung und alt statt. Es kann dann vorkommen, dass die Musik und die Ansagen der Tanzmeister oder Diskjockeys bis um Mitternacht bis in die Wohngebiete zu hören sind.
In der Nähe des Hafens gibt es das Sportzentrum (Centro sportivo) Medusa, das drei Tennis-Hartplätze hat, die einen Teppichbelag aus grünen Kunststoff-Fasern aufweisen. Zu der Sportanlage gehört auch ein Bolzplatz mit kleinen Toren und hohen Außennetzen für Fußballspieler. Am Strand finden Beach-Volley-Turniere statt. Am Ort gibt es zahlreiche Gaststätten, darunter die alteingesessene, von Einheimischen geschätzte Pizzeria Il Ragno und der Biergarten des Irish Pub, der in den späten Abendstunden gerne von jüngeren Urlaubsgästen aufgesucht wird.
Vor einigen Jahren ist in Lido degli Estensi ein modern ausgerüsteter großer Yachthafen, die Marina degli Estensi errichtet worden.

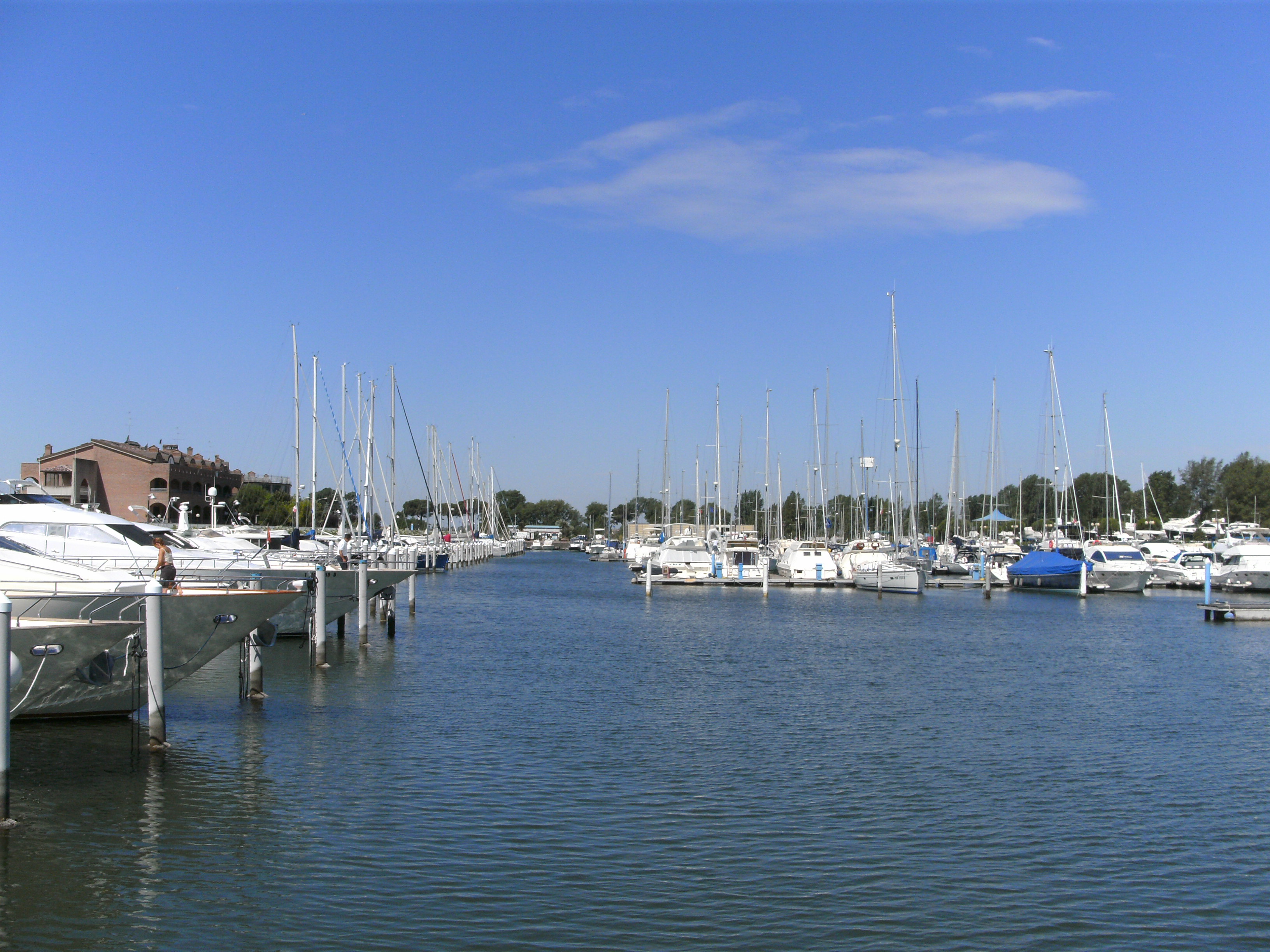
Estensis neuer Yachthafen Marina degli Estensi
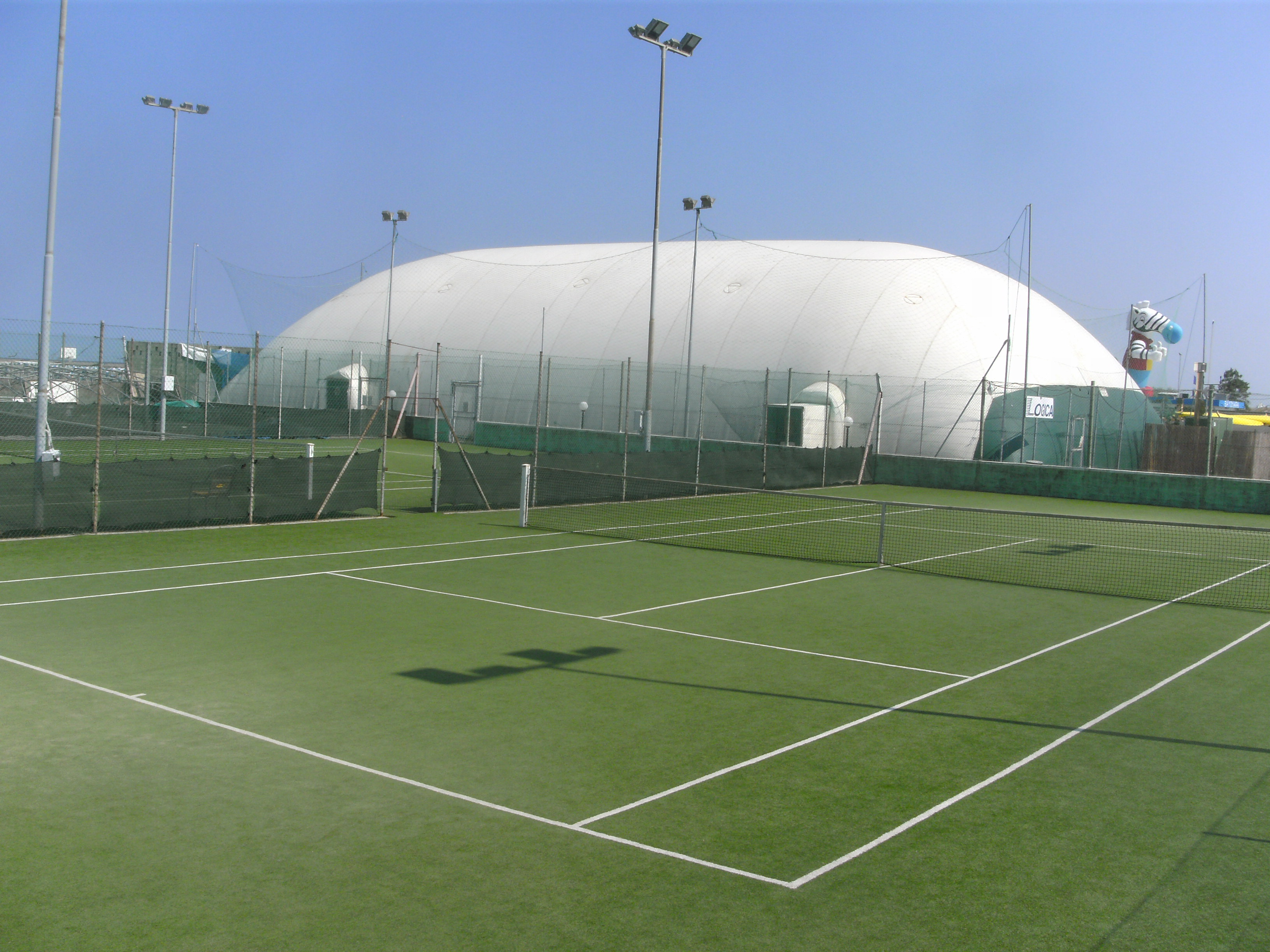
Tennisplätze und Tennishalle im Centro Sportivo Medusa am Strand von Estensi
Blick auf die großflächige Vergnügungsveranstaltung „Luna Park“ auf einer Festwiese im Norden von Lido degli Estensi zur Abendstunde
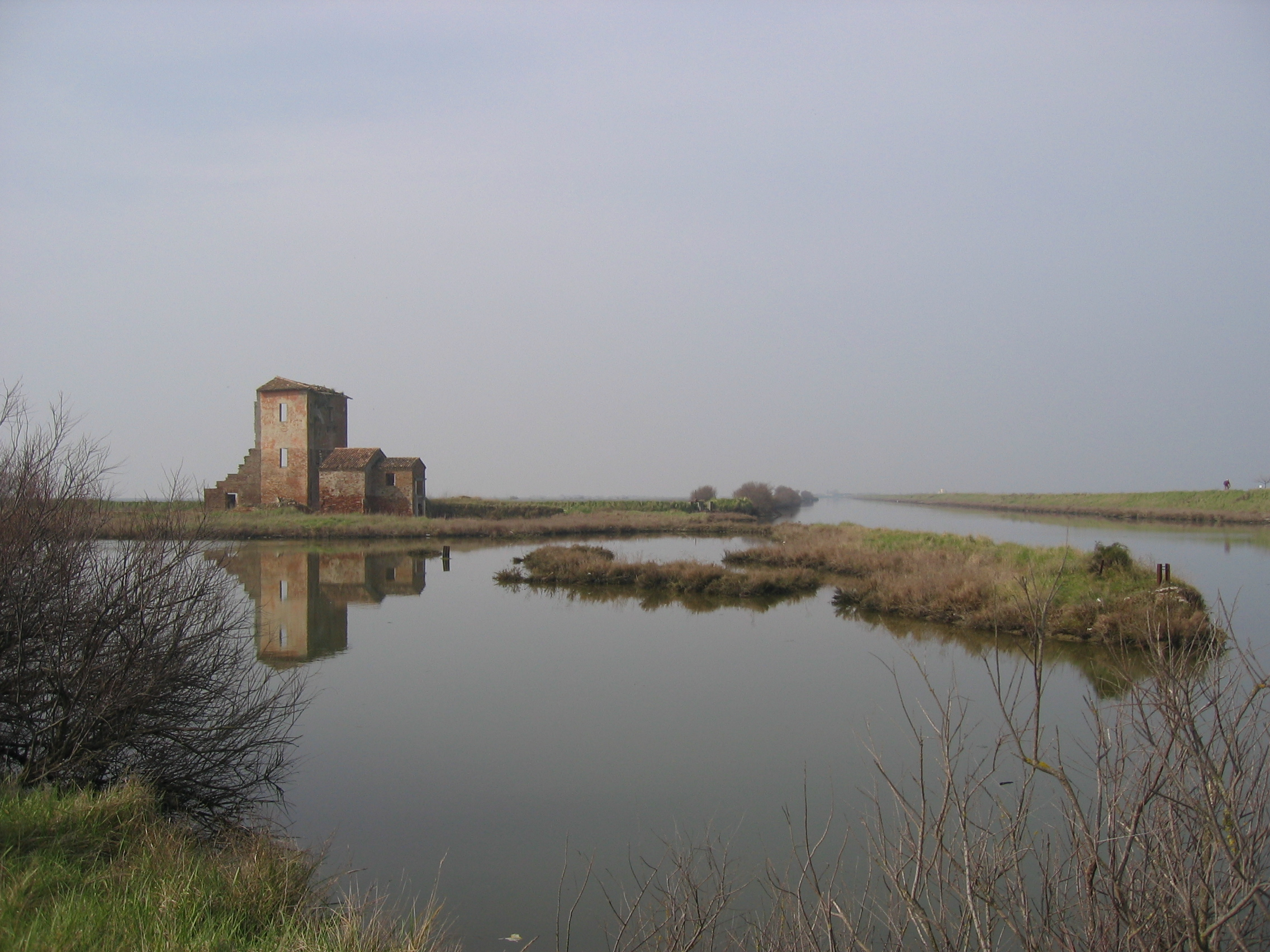
Historisches Gebäude in der im Hinterland an Estensi angrenzenden Saline von Comacchio
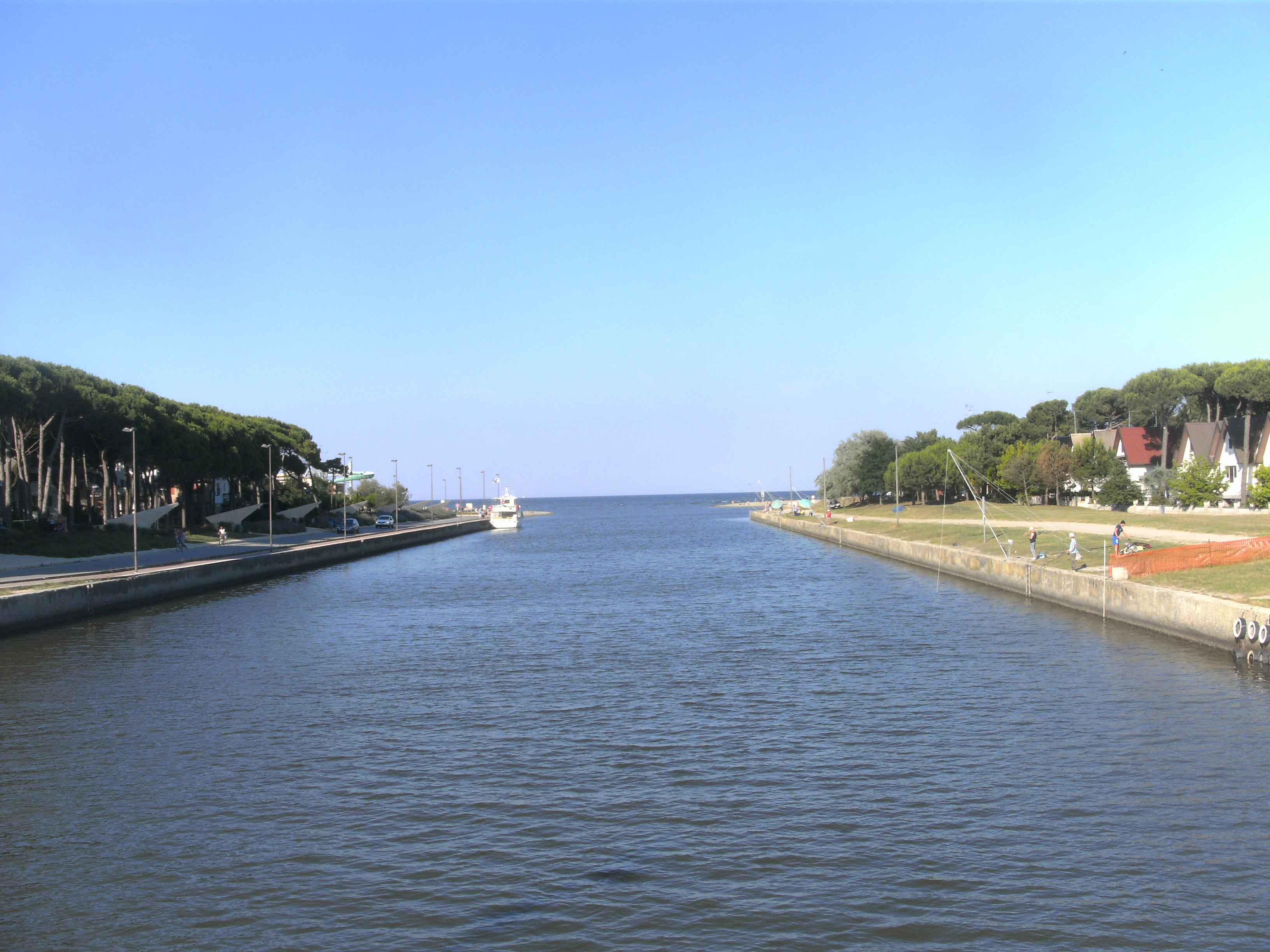
Der Canale Logonovo zwischen Lido degli Estensi und Lido di Spina, mit Anlegestelle für ein Ausflugsboot (im Bild links hinten)

### Lido di Spina

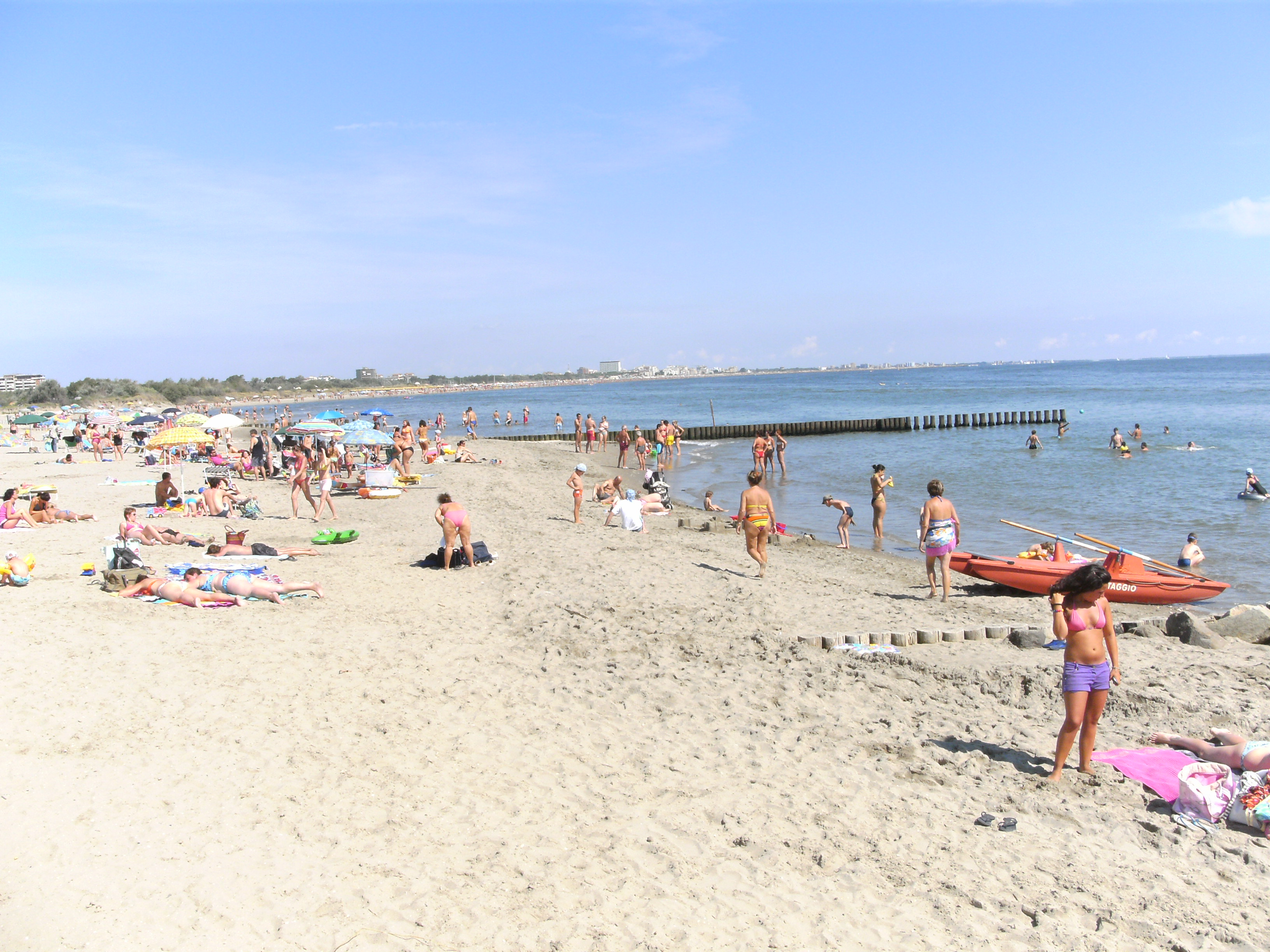
Freies Strandgebiet zwischen Bagno Jamaica (Bagno 64) und Bagno Pyramidi (Bagno 63) am südlichen Ende des Badestrands von Lido di Spina, rechts am Ufer das rote Floß eines Bademeisters (Salvataggio)

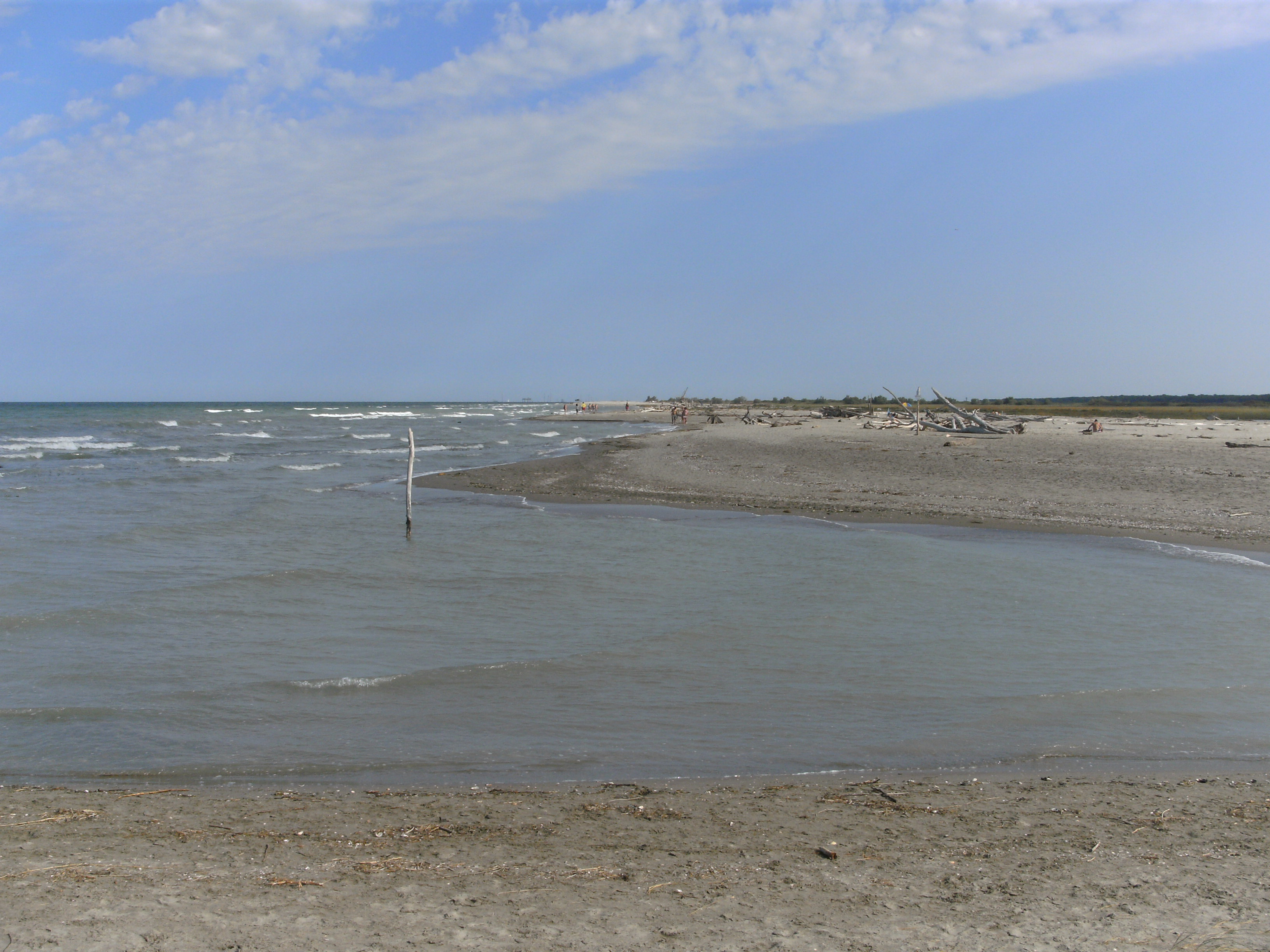
Strand neben dem Naturschutzgebiet am südlichen Ortsrand von Lido di Spina

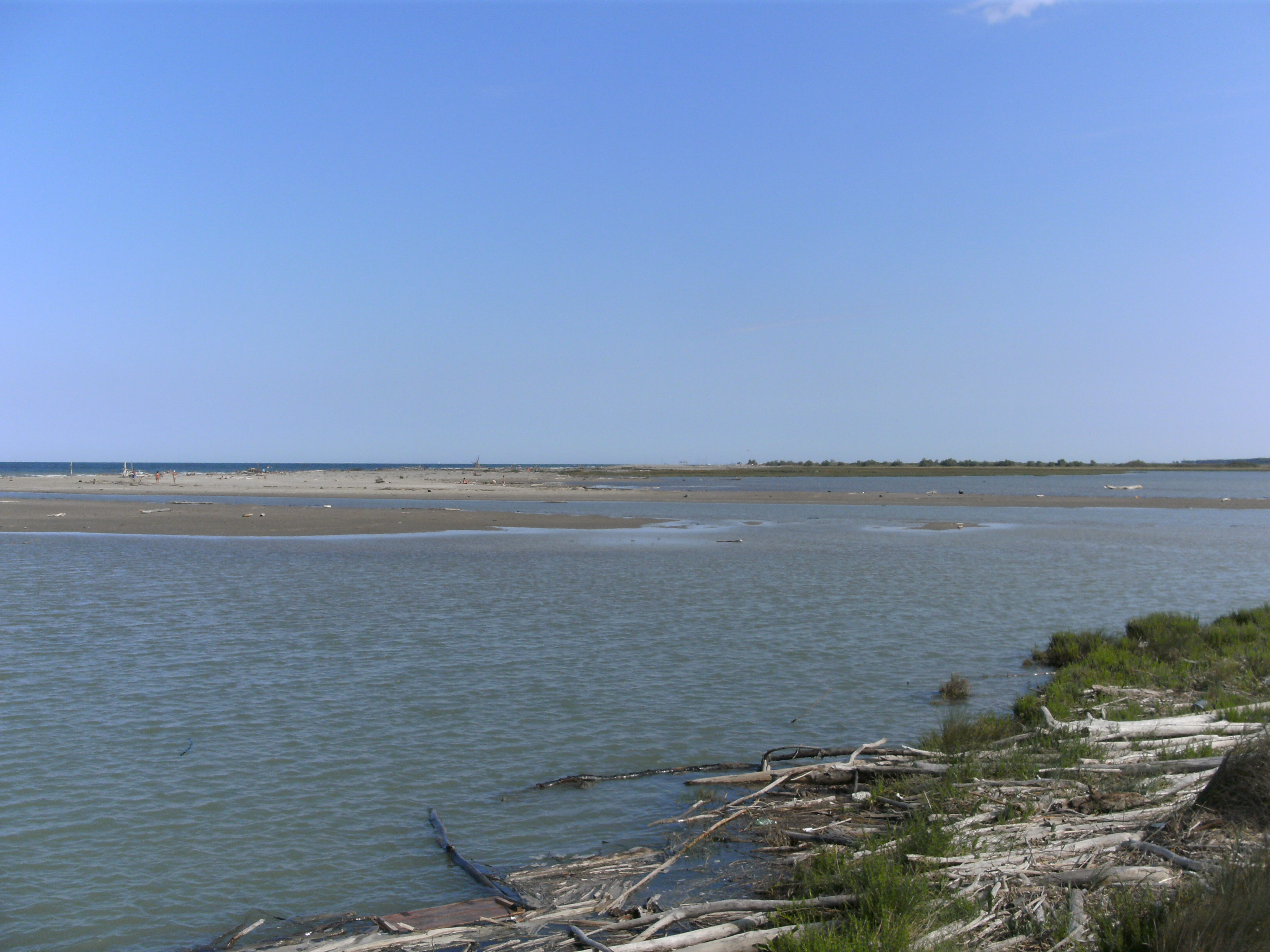
Naturschutzgebiet westlich des Südstrandes von Lido di Spina

Lido di Spina ist nach der untergegangenen griechisch-etruskischen Hafen- und Handelsstadt Spina benannt, die – wie umfangreiche archäologische Funde belegen – bis in die ersten Jahrzehnte n. Chr. einige Kilometer westlich von Comacchio existiert hatte. Das moderne Spina ist eine reine Wohnansiedlung ohne einen typischen Ortskern, die weitgehend aus Ferienhäusern, einigen Hotels, Restaurants und wenigen Einzelhandelsgeschäften besteht. Lido di Spina verfügt über die einzige Diskothek im Umfeld von Porto Garibaldi und über einige andere Lokalitäten am Strand, die abends von jüngeren Menschen frequentiert werden. Während der Abendstunden ist dort nicht selten laute Musik zu hören. Der Ort ist jedoch so weitläufig, dass sich dort auch sehr ruhige Unterkünfte finden lassen, an denen in den Nachtstunden keine übermäßige Lärmbelästigung stattfindet. Der Ort wird deshalb auch von Familien mit Kindern gerne als Urlaubsaufenthalt gewählt und gilt als der erholsamste Badeort der Lidi di Comacchio, dem auch die beste Wasserqualität nachgesagt wird.
Spina verfügt über zwei in Pinienhainen versteckte, schattige Campingplätze, einer davon in Strandnähe und ein weiterer am südlichen Ortsrand, der an das Naturschutzgebiet im Süden angrenzt.
Am Ort befindet sich das überregional bedeutende Museum für Moderne Kunst Casa Museo Remo Brindisi, in dem Werke bedeutender europäischer, amerikanischer und asiatischer Künstler ausgestellt sind. Es finden dort außerdem kulturelle Veranstaltungen statt.

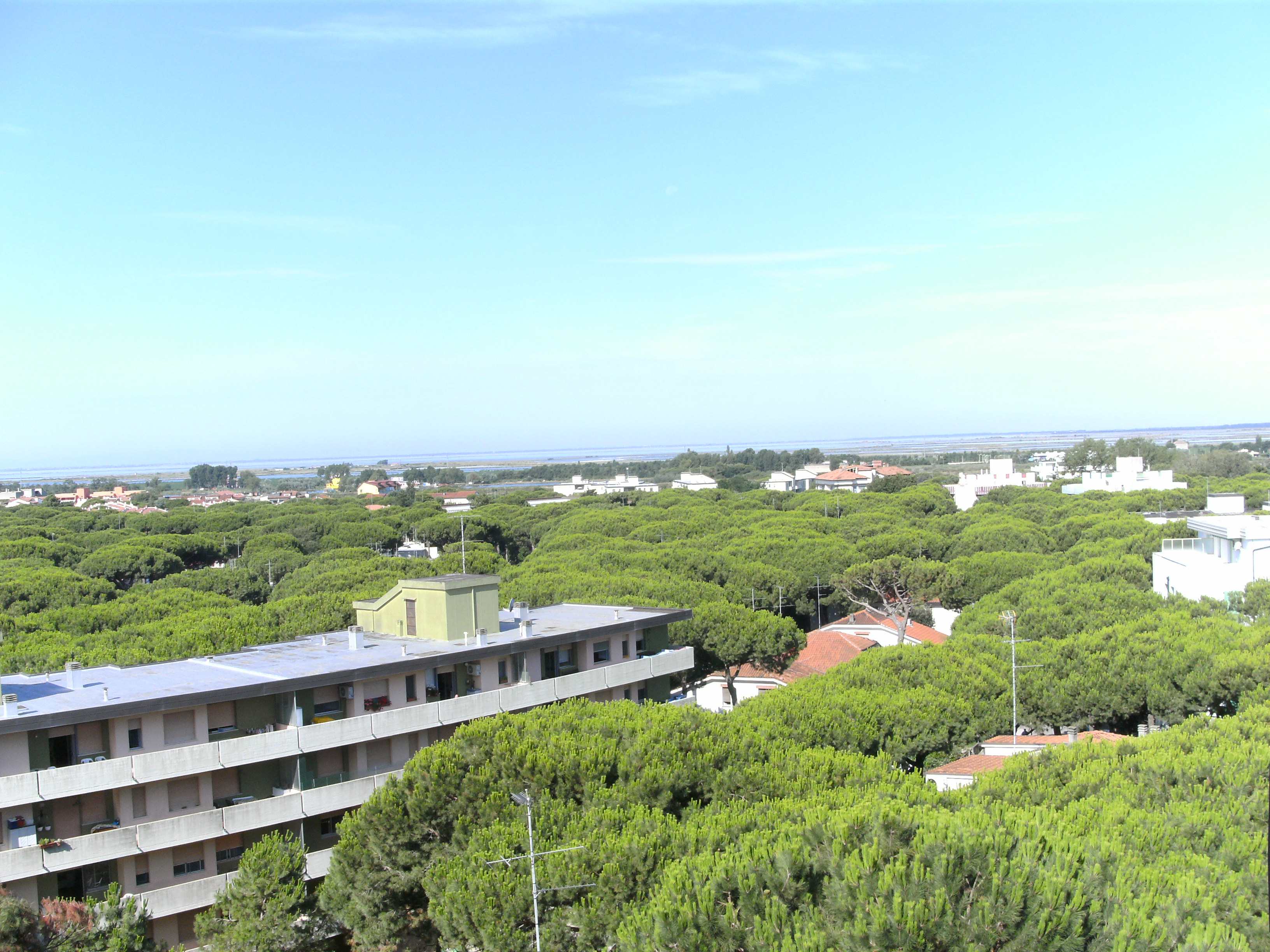
Westlicher Teil Spinas aus der Vogelperspektive, im Hintergrund die Lagunen von Comacchio
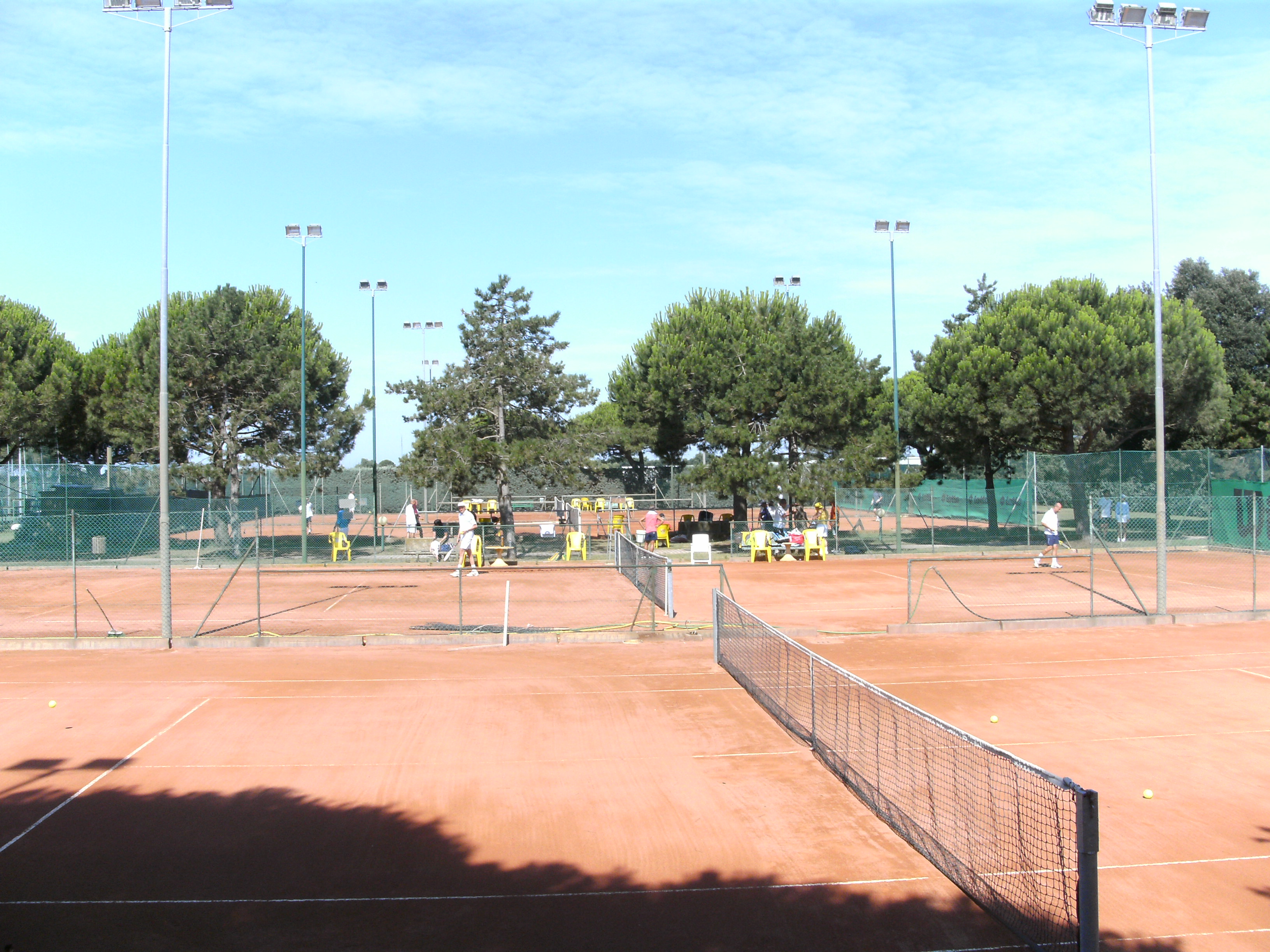
Tennisplätze des Sportzentrums Il Travone (mit Flutlichtanlage)
Museum für Moderne Kunst und kulturelles Veranstaltungszentrum Casa Museo Remo Brindisi

## Angebote für sportliche Betätigung
An den Lidi di Comacchio gibt es zahlreiche Möglichkeiten, aktiv Sport zu betreiben. Die Angebote reichen vom Minigolf über Beach-Volleyball, Tennis, Reiten, Segeln, Bogenschießen und Flugsport mit Ultraleichtflugzeugen bis zum Hochsee-Sportangeln.
In Spina gibt es die gepflegte Tennisanlage Il Travone mit acht Sandplätzen und Flutlichtanlage, auf der auch offene Turniere veranstaltet werden und auf der ein vom italienischen Tennisverband anerkannter Tennislehrer zur Verfügung steht. Weitere Tennisanlagen gibt es in Lido degli Estensi (Centro Sportivo Medusa) und in weiteren Badeorten.